# アポロ11号
アポロ11号（アポロ11ごう、英: Apollo 11）は、史上初めて人類による月面着陸に成功したアポロ宇宙船、およびそのミッションの名称。

## 概略
アポロ11号は2人の人間を世界で最初に月に着陸させた宇宙飛行であった。ニール・アームストロング船長とバズ・オルドリン月着陸船操縦士の2名のアメリカ人が、1969年7月20日20時17分（UTC＝協定世界時）にアポロ月着陸船「イーグル」号を月に着陸させた。アームストロングは7月21日の2時56分15秒（UTC）に月面に降り立った最初の人物となり、その19分後にオルドリンがアームストロングに続いた。2人は約2時間15分をともに船外で過ごし、47.5ポンド（21.5キログラム）の月物質を地球に持ち帰るために採取した。2人が月面にいる間、マイケル・コリンズ司令船操縦士はひとり月周回軌道上で司令船「コロンビア」号を飛行させた。アームストロングとオルドリンは21時間半を月面で過ごしたあと、月周回軌道上で再び「コロンビア」に合流した。
アポロ11号は、7月16日13時32分（UTC）にフロリダ州メリット島にあるケネディ宇宙センターからサターンV型ロケットで打ち上げられ、NASAのアポロ計画の5番目の有人ミッションとなった。アポロ宇宙船は次の3つの部分（モジュール）から構成される。3人の宇宙飛行士が乗り込める船室を備え、唯一地球に帰還する部分である司令船（CM）と、推進力、電力、酸素、水を供給して司令船を支援する機械船（SM）、そして月に着陸するための下降段と、月を離陸して再び月周回軌道まで宇宙飛行士を送り届けるための上昇段の二段式になっている月着陸船（LM）である。
アポロ11号はサターンVの第三段の推力で月に向かう軌道に乗り、宇宙船をサターンVから切り離したあと、およそ3日間かけて旅し、月軌道に入った。アームストロングとオルドリンは月着陸船「イーグル」に移乗し、静かの海に軟着陸した。2人は「イーグル」の上昇段を使用して月面を離陸し、司令船「コロンビア」で待つコリンズと再び合流した。「イーグル」を投棄したあと、宇宙飛行士たちは司令船を地球へ帰還する軌道に乗せる操作を行い、エンジンを噴射して月軌道を離脱した。3人は8日間以上の宇宙飛行を終えて、7月24日に地球に帰還し、太平洋に着水 (splashdown) した。
アームストロングが月面に最初の一歩を踏み下ろす場面は、テレビジョン放送を通じて全世界に向けて生中継された。日本でもテレビ中継は注目を集め、月面作業の中継時の平均視聴率は82%に達した（ビデオリサーチ調べ）。アームストロングはこの出来事について「これは一人の人間にとっては小さな一歩だが、人類にとっては偉大な飛躍である」と述べた。アポロ11号は実質的に宇宙開発競争を終わらせ、1961年に故ジョン・F・ケネディ大統領が掲げた「この60年代が終わるまでに人間を月に着陸させ、安全に地球に帰還させる」という国家目標を見事に達成した。

## 背景
1950年代後半から1960年代前半にかけて、アメリカ合衆国（米国）は地政学的な競争相手のソビエト連邦（ソ連）と冷戦の最中にあった。1957年10月4日、ソ連は世界初の人工衛星となるスプートニク1号を打ち上げた。この出し抜けの打ち上げ成功でソ連は世界中を驚かせ、人々の不安を煽り、想像力をかき立てた。ソ連には大陸間の距離を越えて核兵器を打ち込める能力があることを証明して見せ、米国の主張する軍事・経済・技術的優位を試したのである。これにより、突如としてスプートニク・ショックが起こり、宇宙開発競争の端緒が開かれた。
ソ連によるスプートニクの挑戦に対して、米国のドワイト・D・アイゼンハワー大統領は国家航空宇宙局（NASA）を創設し、人を地球周回軌道に乗せることを目指すマーキュリー計画に着手した。しかし、1961年4月12日にソ連のコスモノート（宇宙飛行士）、ユーリイ・ガガーリンが世界で最初に宇宙を飛行し、初めて軌道上で地球を周回した人物となったことにより、スプートニク・ショックで傷ついたアメリカ人の自尊心に追い打ちをかける形となった。ソ連に遅れることおよそ1か月、1961年5月5日にアラン・シェパードが約15分間の弾道飛行の旅を成し遂げ、初めて宇宙を飛行したアメリカ人となった。シェパードは大西洋から回収されたあと、アイゼンハワーの後任のジョン・F・ケネディ大統領から祝いの電話を受けた。
ケネディは、他国に優越せんとすることは合衆国の国民的関心の中にあって、米国の国力に対する認識は少なくとも現実（の国力）と同程度に重要であると信じていた。それゆえに、宇宙探査の分野においてソ連が（米国よりも）先進的であることは耐えがたいことであった。ケネディは、合衆国は競争しなければならないと固く決心し、勝機を最大化する試練を探し求めた。
当時、ソ連は米国よりも優れたブースターロケットを有していたため、ケネディは米国がソ連と対等の立場で競争を始められるよう、既存世代のロケットの最大出力を超える試練を要求した。たとえそれが軍事上、経済上、科学上の理由で妥当なものとして認められなかったとしても、壮大な見世物であった。ケネディは自身の顧問と専門家に相談した結果、そのような事業計画を選択した。1961年5月25日、ケネディは "Urgent National Needs" （至急の国家的要請）に関して合衆国議会で次のように演説した。
私は、この60年代が終わるまでに人間を月に着陸させ、安全に地球に帰還させるという目標を達成することに我が国民が真剣に取り組むべきであると信ずるものであります。これ以上人類に強い印象を与える宇宙事業計画はこの時代にただのひとつも存在せず、それが長期に及ぶ宇宙の探査のために重要であることもまたとないことでしょう。そして、完遂するためにこれほど困難をともない、費用のかかるプロジェクトもそうないことでしょう。我々はしかるべき月宇宙船の開発を加速するつもりです。我々は、これまでに開発されたいずれのものよりもはるかに大型で、それらの代わりとなる液体および固体の燃料ブースターを一定の優れた成果が得られるまで開発するつもりです。我々は、その他のエンジン開発および無人探査、我が国民が決して見落とすことのないことには、この大胆な宇宙飛行を最初に行う者が生還すること、そのひとつの目的のために特に重要である探査に充てる追加的な基金を提案します。しかし、本当の意味で、ただ一人の人間が月に行くのではありません。我々がこの判断を肯定すれば、全国民が月に行ったも同然です。と申しますのも、彼を月に送り込むには我々皆が働かなければならないからです。—第35代アメリカ合衆国大統領 ジョン・F・ケネディ、1961年5月25日、上下両院合同会議における演説より
人間を月に着陸させるための取り組みには、すでにアポロ計画（Project Apollo）という名前がつけられていた。直接上昇方式と地球軌道ランデブーの両方にかかわる月軌道ランデブーは、早期にあったきわめて重大な決定事項であった。宇宙空間におけるランデブーとは、2機の宇宙船が宇宙空間を航行して落ち合う軌道操縦のことである。1962年7月11日、NASA長官のジェームズ・ウェッブは月軌道ランデブー方式を用いることに決定したと発表した。その結果、はるかに小さいロケットと3つのモジュールから成るアポロ宇宙船とでアポロ計画は進められることになった。この方法を選択したことは、アポロ宇宙船が（当時開発中だった）サターンV型ロケットで打ち上げられるであろうことを意味した。
アポロ計画に要求される技術および技巧はジェミニ計画で開発されたものである。アポロ計画は、1967年1月27日にアポロ1号が火災事故に遭い、3名の宇宙飛行士が亡くなったことと、それに関する調査のため、不意に中断された。1968年10月にアポロ7号が地球周回軌道上で司令船の評価を行い、同年12月にアポロ8号がそれを月周回軌道上で試験した。1969年3月にアポロ9号が地球軌道上で月着陸船の調子を試し、同年5月にアポロ10号が月軌道上で予行演習を実施した。こうして1969年7月までに、アポロ11号が月面に到達する最終段階までに必要な準備がすべて整った。
ソ連は米国と宇宙開発競争を繰り広げたが、米国のサターンVに匹敵するN-1ロケットの開発の度重なる失敗によって初期の優位は失われていた。それでもソ連は米国に打ち勝とうとして無人探査機を飛ばし、月物質を地球に持ち帰ること（サンプルリターン）を試みた。アポロ11号の打ち上げの3日前にあたる7月13日、ソ連はルナ15号を打ち上げ、アポロ11号よりも先に月軌道に到達させた。しかし、月面へ降下する間に探査機が機能不全に陥り、危難の海に激突した。そのときの衝撃はアポロ11号が月面に設置した地震計に詳細に記録された。アームストロングとオルドリンが月面を離陸して地球への帰路につくおよそ2時間前のことであった。イングランドにあるナフィールド電波天文学研究所の電波望遠鏡が月へ降下中のルナ15号から伝送された信号を記録しており、それらはアポロ11号の40周年記念にあたる2009年7月に公表された。

## 人員

### 正規搭乗員
| 地位           | 宇宙飛行士                                             | 宇宙飛行士                                             |
| -------------- | ------------------------------------------------------ | ------------------------------------------------------ |
| 船長           | ニール・A・アームストロング 最後にして2回目の宇宙飛行  | ニール・A・アームストロング 最後にして2回目の宇宙飛行  |
| 司令船操縦士   | マイケル・コリンズ 最後にして2回目の宇宙飛行           | マイケル・コリンズ 最後にして2回目の宇宙飛行           |
| 月着陸船操縦士 | エドウィン・E・オルドリンJr. 最後にして2回目の宇宙飛行 | エドウィン・E・オルドリンJr. 最後にして2回目の宇宙飛行 |

当初は、船長にニール・アームストロングを、司令船操縦士（CMP）にジム・ラヴェルを、月着陸船操縦士（LMP）にバズ・オルドリンを、それぞれアポロ9号の予備搭乗員として割り当てることが1967年11月20日に公式に発表された。ラヴェルとオルドリンは以前、ジェミニ12号の搭乗員として一緒に飛行したことがあった。月着陸船（LM）の設計と製造に遅れが生じたため、アポロ8号とアポロ9号は正規搭乗員および予備搭乗員が交代させられ、アームストロング船長以下の搭乗員はアポロ8号の予備搭乗員になった。通常の搭乗員ローテーション計画に基づけば、アームストロングは当時アポロ11号の船長になるものと予想されていた。
ところが、うち1人が変更されることになった。アポロ8号に正規搭乗員として乗り組む予定だったマイケル・コリンズが両脚に故障を抱え始めたためである。医師からは5番目と6番目の椎骨間の骨の成長に問題があると診断され、外科手術を要するほどの容態であった。そのため、ラヴェルがコリンズに代わってアポロ8号の搭乗員になり、コリンズは故障から回復すると司令船操縦士としてアームストロング船長以下の搭乗員に加わった。その間、フレッド・ヘイズが月着陸船操縦士として、オルドリンが司令船操縦士として、それぞれアポロ8号の予備搭乗員を務めた。搭乗員全員が先に宇宙飛行を経験したことのあるベテラン飛行士で編成されたのは、アメリカの宇宙開発史上、アポロ10号に次いでこれが2度目のことだった。以後、全員がベテラン飛行士で編成される3度目の機会は1988年のSTS-26まで訪れることはなかった。
一部では、オルドリンはともに働くことに難があると思われていたため、飛行乗組員の運用責任者だったスレイトンはアームストロングにオルドリンをラヴェルと交代させる選択肢を用意した。アームストロングはオルドリンと働くことに何も問題を抱えていなかったが、与えられた選択肢について日が暮れるまで熟考した。アームストロングが考えたところでは、ラヴェルは船長として彼独自のミッションを指揮してもらうのが当然であるとの結論に至った（結局、ラヴェルはアポロ13号の船長を務めた）。
アポロ11号の正規搭乗員は、アポロ12号の搭乗員に特徴的にみられたような、親密で積極的な仲間意識を持っていなかった。代わりに、気立てのいい仕事上の関係を築いた。とりわけアームストロングは周知のごとくよそよそしかったが、コリンズも自身を孤独が好きだと思っており、もっと個人的な関係を創出しようとしてきたオルドリンをはねつけていたことを告白した。オルドリンとコリンズはアポロ11号の乗組員について「親しげなよそ者たち（"amiable strangers"）」だったと記している。ただし、アームストロングはこの人物評価に同意せず、「私が接した乗組員は皆一緒にとてもよく働いた」と述べた。

### 予備搭乗員
| 地位           | 宇宙飛行士                 | 宇宙飛行士                 |
| -------------- | -------------------------- | -------------------------- |
| 船長           | ジェームズ・A・ラヴェルJr. | ジェームズ・A・ラヴェルJr. |
| 司令船操縦士   | ウィリアム・A・アンダース  | ウィリアム・A・アンダース  |
| 月着陸船操縦士 | フレッド・W・ヘイズJr.     | フレッド・W・ヘイズJr.     |

予備搭乗員の構成は、ラヴェルが船長、アンダースが司令船操縦士、ヘイズが月着陸船操縦士だった。このうち、アンダースとラヴェルはアポロ8号で一緒に飛行したことがあった。ところが、1969年前半にアンダースは同年8月に実施される国家航空宇宙会議との仕事を引き受け、その日をもって宇宙飛行士を引退することを発表した。その時点で、万が一アポロ11号が予定されていた7月の打ち上げより遅れてアンダースを任用できなくなった場合に備えて、ケン・マッティングリーを地上支援員から異動させ、予備の司令船操縦士としてアンダースと並行して訓練を受けさせることにした。ラヴェル、ヘイズ、マッティングリーの3名は、のちにアポロ13号の正規搭乗員として配属されることになった。

### 地上支援員
マーキュリー計画とジェミニ計画の頃は、各ミッションに正規搭乗員と予備搭乗員の2つの枠があったが、アポロ計画では地上支援員（support crew）として知られる3つ目の枠が追加された。地上支援員は飛行計画、チェックリスト、ミッションごとのグランドルール（行動規範）を維持し、何かしらの変更があったときにそれを正規搭乗員および予備搭乗員に確実に知らせる任務を担っていた。また、正規搭乗員と予備搭乗員がシミュレータ内に訓練に来たときに練習して習得することに集中できるよう、特に緊急事態用の手順も開発した。アポロ11号では、ケン・マッティングリー、ロナルド・エヴァンス、ビル・ポーグが地上支援員を構成していた。

### 宇宙船通信担当官

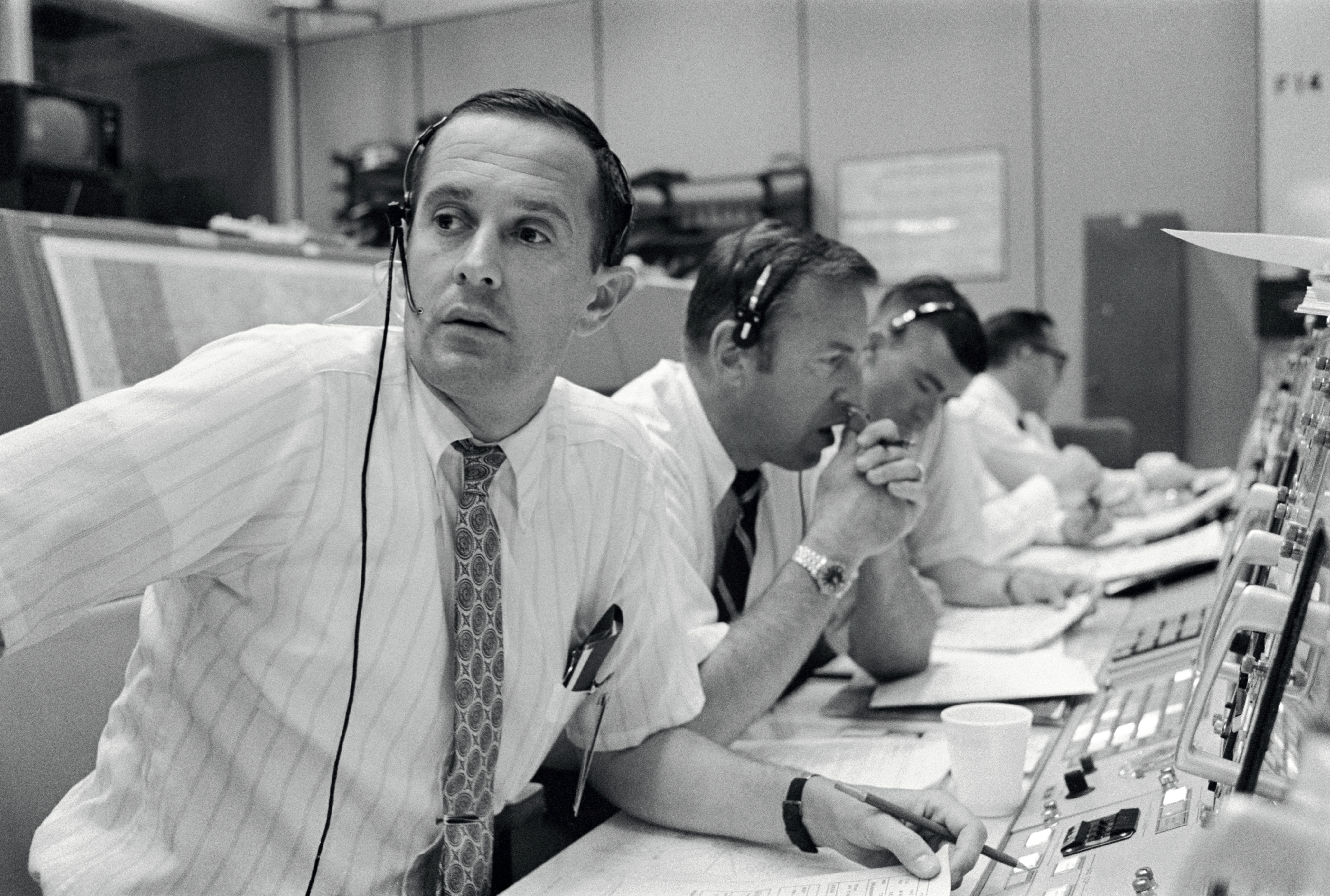
飛行中のアポロ11号と交信するCAPCOMのチャールズ・デュークとジェームズ・ラヴェル、フレッド・ヘイズ

宇宙船通信担当官（Capsule communicators、CAPCOM）は、テキサス州ヒューストンにあるミッション管制センターの宇宙飛行士で、搭乗員と直接交信する唯一の人物であった。アポロ11号では、チャールズ・デューク、ロナルド・エヴァンス、ブルース・マッカンドレス2世、ジェームズ・ラヴェル、ウィリアム・アンダース、ケン・マッティングリー、フレッド・ヘイズ、ドン・L・リンド、オーウェン・K・ギャリオット、ハリソン・シュミットがCAPCOMを務めた。

### 飛行主任
以下の4名の飛行主任（flight directors）が交替勤務でこのミッションを支えた。
- クリフォード・E・チャールズワース（英語版）（緑チーム） - 打ち上げおよび船外活動（EVA）担当
- ジェラルド・D・グリフィン（英語版）（金チーム）
- ジーン・クランツ（白チーム） - 月面着陸担当
- グリン・ルーネイ（英語版）（黒チーム） - 月面離陸担当

## 準備

### 徽章

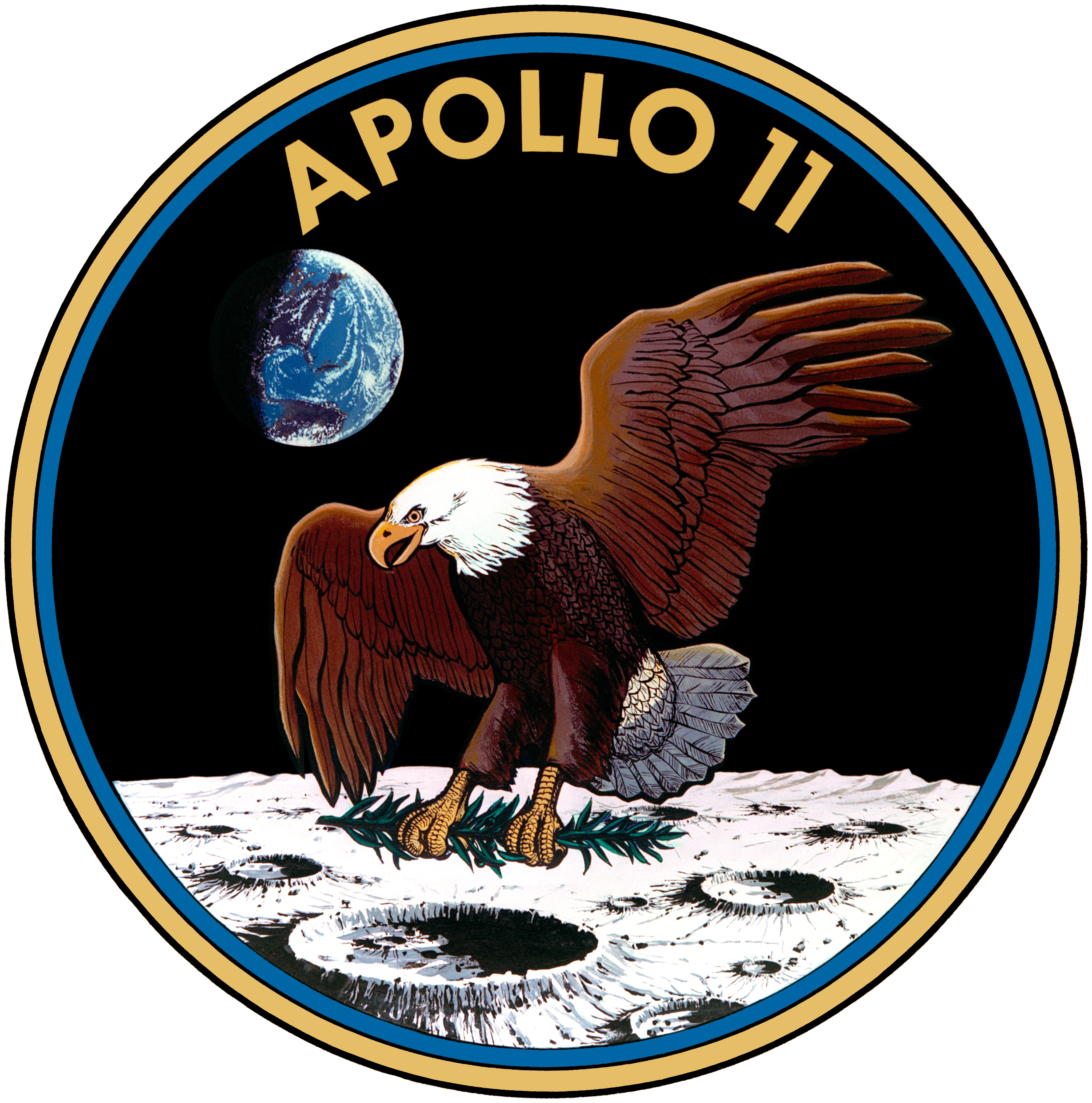
アポロ11号の徽章

アポロ11号のミッション徽章はコリンズが「アメリカ合衆国による平和的な月面着陸」を象徴することを願ってデザインした。ラヴェルの提案で、コリンズはアメリカ合衆国の国鳥であるハクトウワシを象徴に選んだ。シミュレータ・インストラクターのトム・ウィルソンは、彼らの平和的な任務を表すオリーブの枝を配置してはどうかと提案した。そこで、くちばしに平和の象徴であるオリーブの枝をくわえたワシが描かれた。また、コリンズは遠くに地球を望みつつ月を背景に加えた。この図案の中の日光は差してくる方向が正しくなく、地球の影は左ではなくもっと下の方に描かれるべきだった。アームストロング、オルドリン、コリンズは、ワシと月を自然のままの色で彩り、円周を青色と金色で縁取ることに決めた。アームストロングが "eleven" 表記では非英語話者に理解されにくいのではないかと懸念したので、 "Apollo 11" とアラビア数字表記になった。また、アポロ11号の搭乗員たちは自分たちの名前を徽章に記載しないことに決め、徽章は「月面着陸に向けて働いた“みんな”を代表する」ものとなった。
有人宇宙船センターのイラストレーターが図案を作品に仕上げ、それからNASAの役人たちに承認を求めるために送付された。ところが、その図案は却下された。有人宇宙船センター長のボブ・ギルルースは、このワシの鉤爪が「あまりに好戦的すぎる」と感じたのであった。いくらかの議論があったあと、オリーブの枝をくちばしから足の爪に移すことで巧みに爪を隠すことにした。1971年にアイゼンハワーの1ドル硬貨が発行されたときには、硬貨の裏面にこの図案のワシが使用された。アポロ11号のミッションから10年後にあたる1979年に発行された小さなアンソニーの1ドル硬貨にも、この徽章の図案が使用された。

### コールサイン
アポロ10号の搭乗員が自分たちの搭乗するアポロ宇宙船を「チャーリー・ブラウン（Charlie Brown）」および「スヌーピー（Snoopy）」と名付けたことがあって、広報担当のジュリアン・シアーは、当時有人宇宙船センターでアポロ計画室の室長を務めていたジョージ・M・ロウに、アポロ11号の搭乗員が自分たちのアポロ宇宙船を命名する際はもう少し真面目な名前をつけるようにしてはもらえないだろうかと提案した。NASAの計画の初期段階において、アポロ11号の司令船は「スノーコーン（Snowcone）」（「かき氷」の意）、同じく月着陸船は「ヘイスタック（Haystack）」（「干し草積み」の意）という名で呼ばれており、内外の伝達で使用されていた。
アポロ11号の月着陸船はミッション徽章で中心的な役割を演じたモチーフにちなんで「イーグル（Eagle）」（「ワシ」の意）と命名された。シアーの提案で、司令船は「コロンビア（Columbia）」と命名された。その由来はジュール・ヴェルヌの1865年発表の小説『地球から月へ』に登場する、（アポロ同様フロリダから）宇宙船を発射するための巨大な大砲「コロンビアード」で、アメリカ合衆国を象徴的に擬人化した伝統的な女性名「コロンビア」にもちなんでいる。また、コリンズは1976年に出版した自著の中で、「コロンビア」はクリストファー・コロンブスに関連していたと述べている。

### 記念品

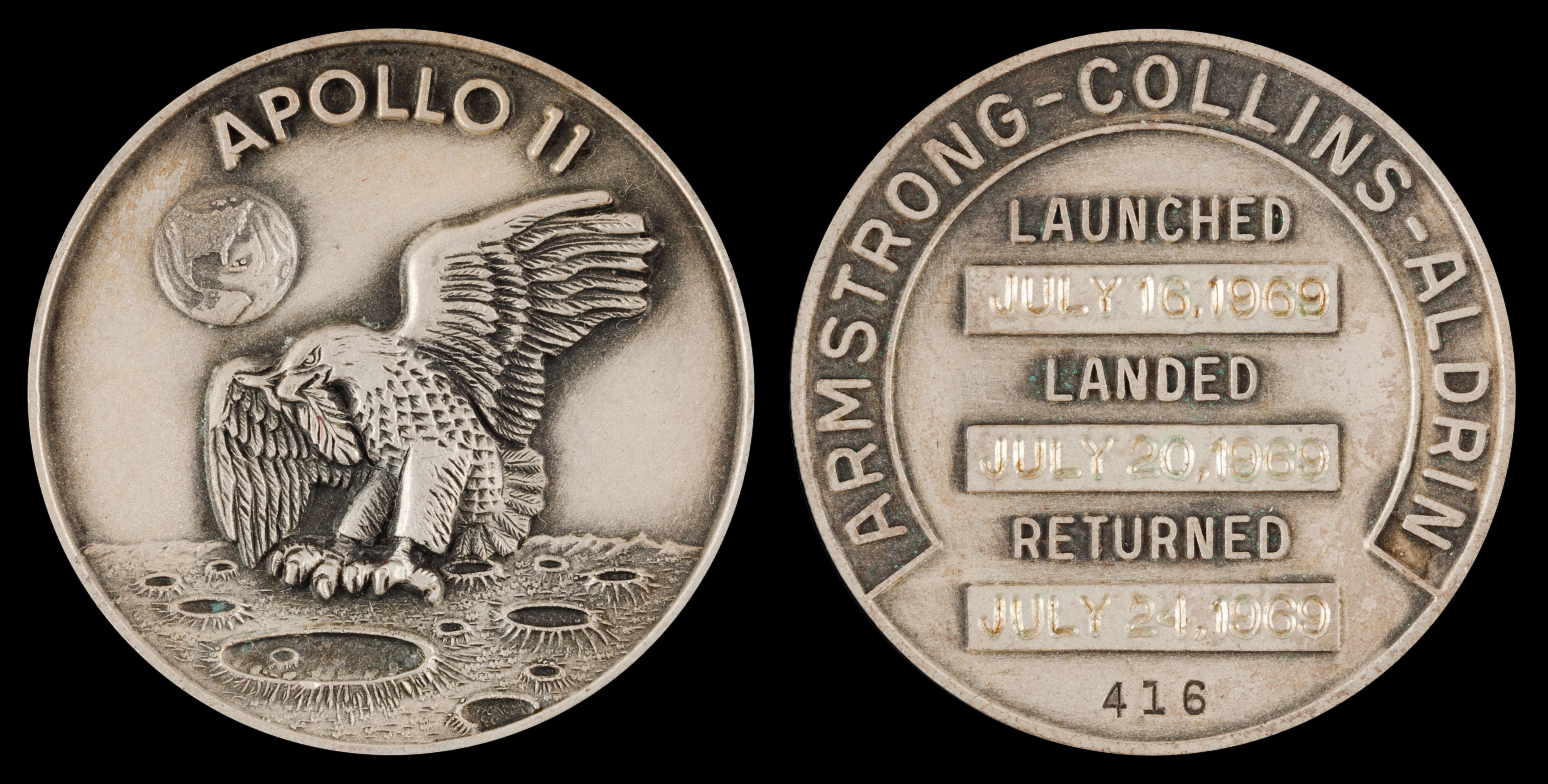
アポロ11号と共に宇宙を飛行した銀のロビンス・メダル

アポロ11号の宇宙飛行士は、個人趣向キット（Personal Preference Kits、PPK：ミッションに持っていきたい個人的に意義深い記念の品々）を入れた小さな袋を所持していた。重さにして0.5ポンド（0.23キログラム）の5つの個人的な記念品（PPK）がアポロ11号に持ち込まれた。
ニール・アームストロングが月着陸船に持ち込んだのは、ライト兄弟が初めて空を飛んだ1903年のライトフライヤー号の左のプロペラから取った木片と、その翼から取った布切れ、そして当初ディーク・スレイトンがアポロ1号の搭乗員の配偶者たちからもらった、ダイヤモンドが散りばめられた宇宙飛行士の階級章だった。この階級章はアポロ1号で飛行し、ミッション後にスレイトンに与えられるはずだったが、発射台での悲惨な火災事故とあとに続いた葬儀を受けて、配偶者たちがスレイトンに渡したもので、アームストロングはそれを持ってアポロ11号に乗船した。

### 着陸候補地の選定

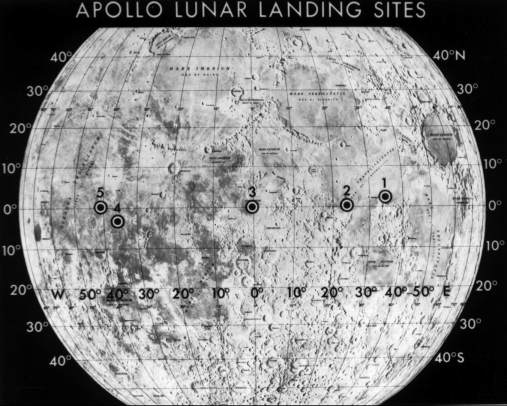
アポロ11号が着陸できる見込みのある地点を示した月面図。地点2が選ばれた。

NASAのアポロ着陸候補地選定委員会（Apollo Site Selection Board、ASSB）は1968年2月8日、5つの有力な着陸候補地を発表した。それらはルナ・オービター計画の5機の無人探査機が撮影した月面の高解像度写真、ならびにサーベイヤー計画で得られた月の表面の状態に関する情報に基づき、2年間かけて行われた価値ある調査の結果であった。地上に設置されたどんなに優れた望遠鏡でも、アポロ計画に要求される解像度で月面の特徴を解像することはできなかった。宇宙船が消費する推進剤の量を最小限に抑えることが要求されたため、着陸地点は月の赤道に近い場所でなければならなかった。さらに、機動的な飛行を最小限度に留めるために障害物のない開けた場所であることが求められ、着陸用レーダーのタスクを簡素化するために平坦であることが同時に求められた。科学的な価値は考慮に入れられなかった。
地球上で撮影された写真から有望そうに思えた領域は、そのほとんどがまったく許容できない場所であることがわかった。当初の要件はクレーターのない緩やかな場所だったが、そのような場所はひとつも見つからなかった。結局、5つの地点が候補地として検討された。地点1と地点2は静かの海に、地点3は中央の入江に、地点4と地点5は嵐の大洋にあった。最終候補地の選定は以下の7つの基準に基づいて行われた。
- 比較的にクレーターの少ない、滑らかな場所であること。
- 進入路について、広い丘、高い崖または深いクレーターが原因となって、着陸用レーダーを混乱させ、計器の数値を読み誤らせるおそれのないこと。
- 最小限の量の推進剤で到達可能であること。
- 打ち上げ時の秒読みの遅れを許容できること。
- 自由帰還軌道（月に向かう進路上で問題が発生したとしても、エンジンの噴射を一切することなく、そのまま月の周囲に沿って惰性飛行して安全に地球に帰還する軌道）を取れること。
- 着陸進入時に良好な視界を保てること。つまり、太陽が常に月着陸船の後方7度から20度の間の方向にあること。
- 着陸する領域において一般斜面が2度未満の傾斜であること。

このうち太陽の角度に関する要件は特に制限的で、これによって打ち上げ日は1か月につき1日にまで制限されることとなった。宇宙飛行士が体験することになる温度の極値を制限するため、夜明けの直後に着陸することになった。ASSBは地点2を着陸予定地点に選出し、地点3と地点5は打ち上げ日が遅れた場合の予備の地点に選ばれた。1969年5月、アポロ10号の月着陸船は地点2から15キロ以内を飛行し、地点2は着陸予定地として容認できると報告した。

### 最初の一歩の決定
アポロ11号の搭乗員が発表されたあとの最初の記者会見で、記者から尋ねられた最初の質問が「あなた方の中で最初に月面に足を踏み出すのはどなたでしょうか？」であった。スレイトンは記者に「それはまだ決まっていない」と答え、アームストロングは「個々人の願望に基づいて決めることはない」と付け加えた。
退出チェックリストの初期の版のひとつでは、月着陸船操縦士は司令船操縦士よりも先に船を降りることになっており、以前のミッションで行われてきたことと一致していた。船長は一度も宇宙遊泳をしないことになっていた。記者たちは1969年の前半、最初に月面を歩行するのはオルドリンになりそうだと書いたが、ジョージ・ミラー副長官は記者に彼（船長）もまた最初（の1人）になるだろうと伝えた。当のオルドリンは、文民であるという理由でアームストロングが最初に月面を踏むだろうと聞いて激怒した。オルドリンはほかの月着陸船操縦士らに自分こそが最初の1人になるべきだと説得を試みたが、ロビー活動のようなものだと感づいた彼らは皮肉っぽく応じた。部局間の対立を止めようとして、スレイトンはオルドリンにアームストロングが船長なのだから最初の一人は彼になるだろうと伝えた。1969年4月14日の記者会見で、その決定が発表された。
オルドリンは何十年間も、この最終決定は大方、月着陸船のハッチの位置で決まったものだと信じていた。なぜならば、宇宙飛行士は宇宙服を着ており宇宙船の中はとても狭いため、宇宙船からうまく脱出することは難しかったからである。搭乗員の受けた模擬演習ではオルドリンが最初に宇宙船を出ていたのだが、オルドリンは脱出を試みる際に演習設備を壊してしまった。この出来事は、ミッション計画立案者が決断を下すのに十分な事由であった。オルドリンとアームストロングは春の終わりごろまでこの決定に関して知らされずにいた。スレイトンは、「彼が同意すれば、君に最初に宇宙船を降りてもらう計画だ」とアームストロングに伝え、アームストロングは「ええ、それがいい方法です」と答えた。
メディアは、船長の特権を利用して最初に宇宙船を降りる役を射止めたとしてアームストロングを非難した。クリス・クラフトが2001年に出した自叙伝の中で明かしたところでは、ギルルース、スレイトン、ロウおよびクラフトの四者間で協議を行い、オルドリンが最初に月面を歩くことにはならないことを確認したという。彼らは、最初に月面を歩く人物はチャールズ・リンドバーグのように冷静沈着な人物であるべきだと主張した。そして、飛行計画を変更する決定が下され、船長であるアームストロングが最初に宇宙船から月面に降り立つこととなった。

### 発射準備

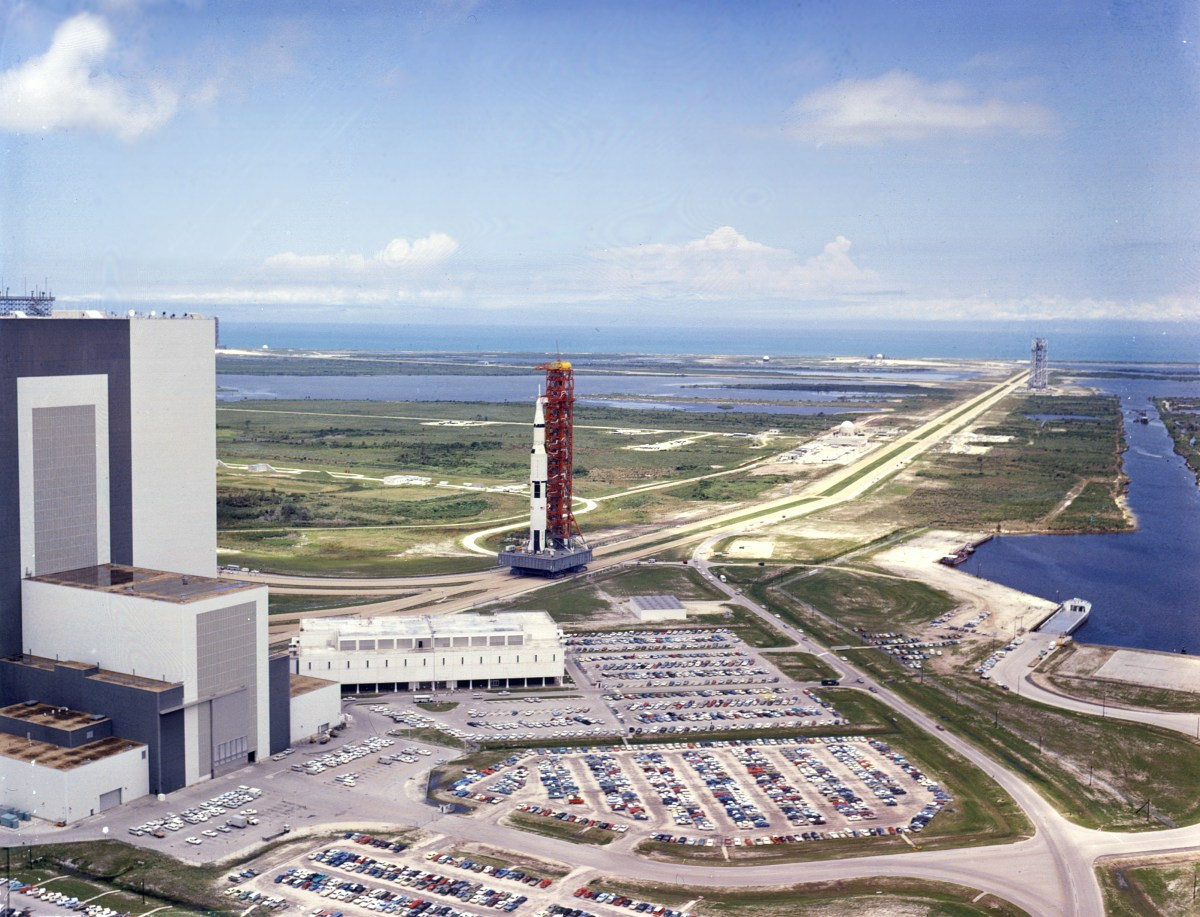
ロケット組立棟から第39発射施設へと搬出される、宇宙船アポロ11号を搭載したサターンV型ロケット SA-506

月着陸船LM-5の上昇段は1969年1月8日にケネディ宇宙センターに到着し、その4日後には下降段が、1月23日には司令・機械船CM-107がそれぞれ到着した。LM-5とアポロ10号のLM-4との間にはいくつかの違いがあった。LM-5には月面で船外活動中に宇宙飛行士との通信を円滑に行うためのVHF無線アンテナ、軽量化された上昇用エンジン、熱防護が強化された着陸装置、初期アポロ科学実験パッケージ（Early Apollo Scientific Experiments Package、EASEP）として知られる科学実験装置一式が備えられていた。司令船の構成で唯一変更されたのは、前面ハッチからいくつか断熱材が取り除かれた点であった。司令船と機械船は1月29日に連結され、4月14日にO&Cビルディングからロケット組立棟に移された。
サターンV AS-506の第三段S-IVBは1月18日に到着し、続いて第二段S-IIが2月6日に、第一段S-ICが2月20日に、サターンV飛行制御装置が2月27日に到着した。まだアポロ10号が月へ向かっている最中であった5月20日の1230（12時30分）、組み上がった重さ5,443-メトリックトン (5,357-ロングトン; 6,000-ショートトン)のサターンV型ロケットがクローラー・トランスポーターの上に載せられ、第39発射場の39A発射台に向けてロケット組立棟を出発した。カウントダウンのテストは6月26日に開始され、7月2日に終了した。7月15日の夜、発射施設が投光照明に照らされ、クローラー・トランスポーターが移動式整備塔を駐機場まで運んで戻した。発射当日の早朝には、第二段S-IIと第三段S-IVBの各燃料タンクが液体水素で満たされた。燃料の注入は発射の3時間前までに完了した。発射運用はATOLLと呼ばれるプログラミング言語で書かれた43のプログラムで一部が自動化されていた。
搭乗員は0400（4時00分）すぎにスレイトンに起こされ、シャワーを浴び、髭を剃り、スレイトンおよび予備搭乗員と一緒にNASAの宇宙飛行前の伝統的な朝食となっているステーキと卵料理を食べた。そして、宇宙服を着用し、純酸素の呼吸を始めた。0630（6時30分）に搭乗員は第39発射施設に向かった。発射時刻の約3時間10分前にヘイズは「コロンビア」の船内に入り、6時54分に技術者とともにアームストロングが左の乗組員用の寝椅子につくのを手助けした。5分後にコリンズが加わり、自分の所定の位置である右の乗組員用の寝椅子についた。最後にオルドリンが乗船し、中央の寝椅子についた。ヘイズは発射の約2時間10分前に宇宙船から降りた。飛行士の搭乗を手伝ったクルー（クローズアウトクルー）がハッチを密閉すると、船室はパージ（圧縮空気を排気）され、与圧された。クローズアウトクルーは発射の約1時間前に発射施設を離れた。発射の3分20秒前からはカウントダウンが自動化された。450人以上の人員が発射管制室内の制御盤の前に陣取っていた。

## ミッション

### 発射と月軌道までの飛行

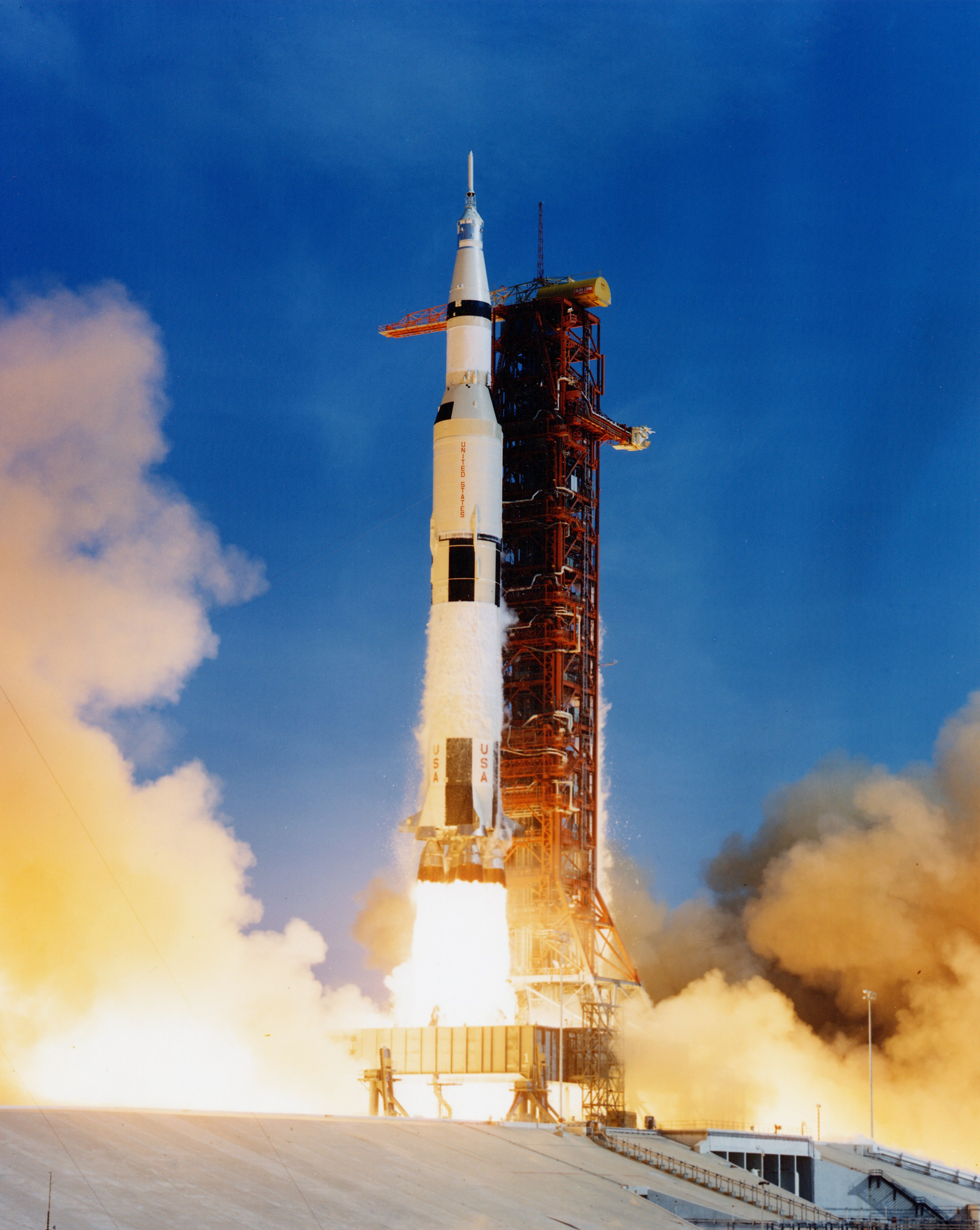
1969年7月16日午前9時32分（米国東部夏時間）、ニール・アームストロング、マイケル・コリンズ、バズ・オルドリンの3名の宇宙飛行士を乗せたアポロ11号を搭載して、ケネディ宇宙センターの39A発射台から飛び立つサターンV

推定で100万人の観衆が発射場の近辺の幹線道路や海岸からアポロ11号の打ち上げを見ていた。観衆の中には、アメリカ陸軍参謀総長のウィリアム・ウェストモーランド大将、4名の閣僚、19名の州知事、40名の市長、60名の大使、200名の合衆国議会議員などのお偉方もいた。スピロ・アグニュー副大統領はリンドン・ジョンソン前大統領およびレディ・バード・ジョンソン同夫人とともに打ち上げの様子を眺めた。現地には約3,500人の報道関係者が集まった。そのうちのおよそ3分の2はアメリカ国内から、残りはその他の55の国々から来ていた。打ち上げは33か国でテレビ中継され、アメリカ国内だけでも視聴者は推定で2,500万人に上った。さらに世界中で数百万の人々がラジオ放送を聴いていた。リチャード・ニクソン大統領は、NASAの連絡担当官だったアポロ宇宙飛行士のフランク・ボーマンとともに、ホワイトハウスの執務室から打ち上げの様子を見守った。
1969年7月16日13:32:00 UTC（午前9時32分00秒 EDT）、サターンV AS-506はアポロ11号を搭載して、ケネディ宇宙センターの39A発射台から発射された。発射の12分後には、高度98.9海里（183.2キロ）から100.4海里（185.9キロ）の辺りで、地球を周回する軌道に入った。地球を一周半したあと、第三段エンジンS-IVBを点火、16:22:13（UTC）に月遷移軌道投入（Trans-lunar injection、TLI）し、宇宙船は月へと向かう軌道に乗せられた。それから約30分後、左側の操縦席についたコリンズ司令船操縦士の操作で、トランスポジション、ドッキング、エクストラクションと呼ばれる一連の動作を実行した。すなわち、使い切った第三段ロケットS-IVBから司令・機械船（CSM）を切り離し、船の向きを反転させて、第三段に取りつけられた状態の月着陸船（LM）とドッキングし、ロケットから着陸船を取り出した。その後、合体した宇宙船は月に向かう針路をとる一方、他方の第三段は月を通過する弾道を描くように飛行した。これは第三段ロケットがアポロ宇宙船や地球や月に衝突するのを回避するために取られた措置であった。月の周りを通過することで生じたスリングショット効果により、第三段S-IVBは太陽周回軌道に入った。
7月19日17:21:50（UTC）にアポロ11号は月の裏側を通過して機械船の推進エンジンを点火し、月周回軌道に入った。続いて、月を30周するうち、飛行士たちはサビンDクレーターから南西に約12マイル（19キロ）の辺りに位置する静かの海南部の着陸地点の過ぎゆく景色を目にした。この着陸地点はある程度あらかじめ選定されていたのだが、それは無人探査機レインジャー8号とサーベイヤー5号による先行調査や、月周回衛星ルナ・オービターが撮影した月面写真により、その比較的平坦で滑らかな地形が着陸や船外活動（EVA）を行うのに大きな支障はないだろうと判断されたためであった。着陸予定地点はサーベイヤー5号の着陸地点から南東に25キロほど、レインジャー8号の衝突地点から68キロの辺りにあった。

### 月への降下

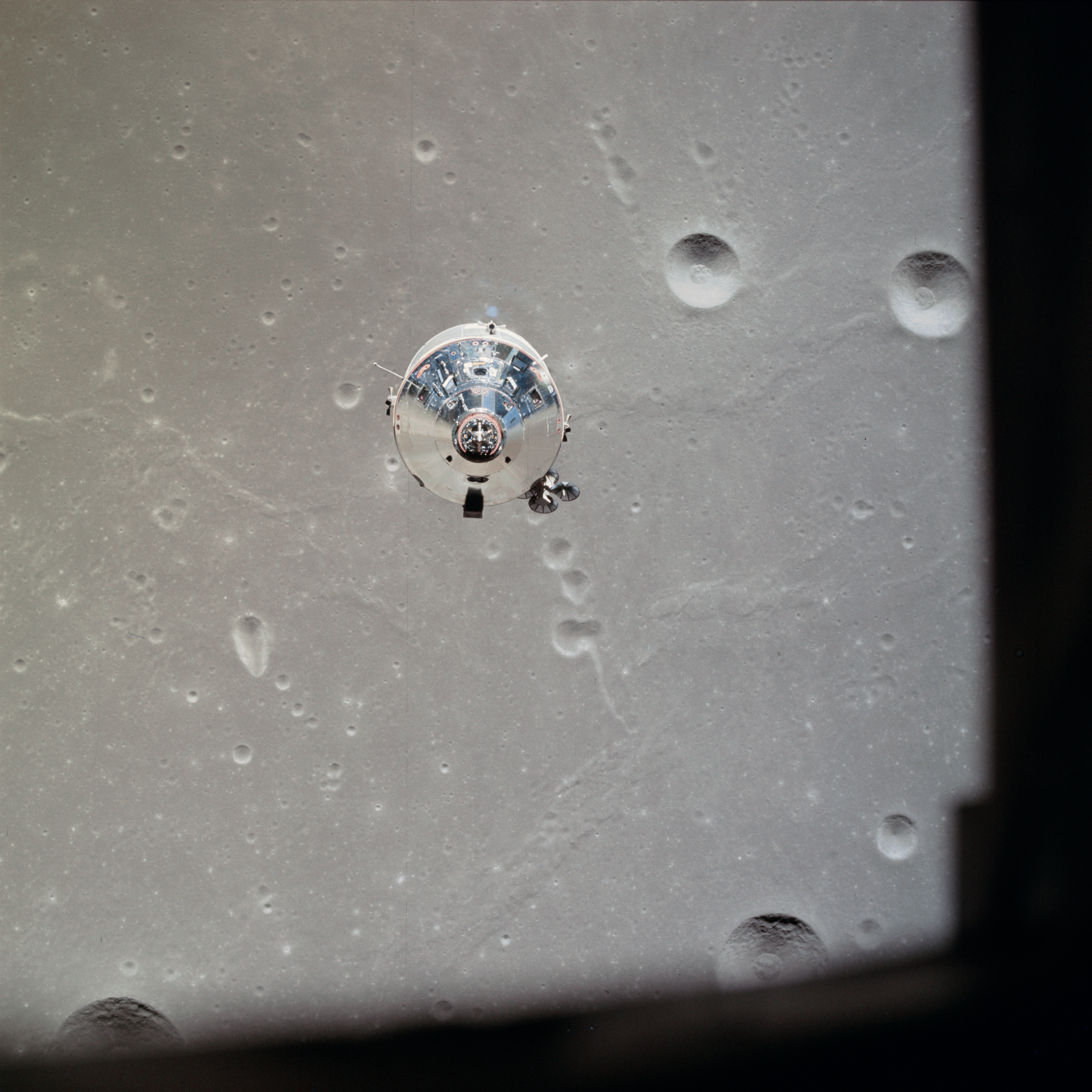
着陸船「イーグル」から撮影された月周回軌道上の司令船「コロンビア」

7月20日12:52:00（UTC）にアームストロングとオルドリンは着陸船「イーグル」に乗り込み、月への降下に向けた最終準備に取りかかった。17:44:00に「イーグル」は司令船「コロンビア」から切り離された。「コロンビア」に1人残ったコリンズは、機体をゆっくりと爪先回転（ピルエット）させる着陸船「イーグル」に損傷がないこと、ならびに着陸装置が正常に展開されたことを確認した。アームストロングは "The Eagle has wings!" （「イーグル」には翼がある！）と叫んだ。
降下を開始してしばらくすると、アームストロングとオルドリンは月面上の目標地点を通り過ぎるのが2、3秒早いことに気づき、射程領域（ダウンレンジ）がやや長いようだと地上に報告した。つまり、このままでは着陸目標よりも西に数マイル先の地点に着陸してしまうことを示していた。「イーグル」はあまりにも速く飛びすぎていたのである。その原因は高い質量集中にあって宇宙船の軌道が変化したのではないかと考えられた。飛行主任のジーン・クランツは、ドッキングトンネル内の余分な空気圧が原因ではないかと推論した。あるいは、機体の損傷チェック時に行われた「イーグル」の爪先回転飛行が原因となった可能性も考えられた。
降下のためのエンジン噴射に入る5分前、月面から高度6,000フィート（1,800メートル）で、着陸船の航法・誘導コンピュータ（LM guidance computer、LGC）が予期しない警報 "1201" と "1202" を幾度か発し、飛行士の注意を逸らせた。そのとき、ミッション管制センター内にいたコンピュータ技師のジャック・ガーマンは、誘導官（Guidance Officer）のスティーブ・ベイルズにそのまま降下を続けても安全であることを告げ、飛行士たちにも中継して伝えられた。これらの警報は "executive overflows" （実行オーバーフロー）を示しており、誘導コンピュータが過負荷状態にあって要求されたすべてのタスクの処理をリアルタイムで完了できず、そのうちのいくつかを遅延させなければならない状態にあることを意味していた。マサチューセッツ工科大学チャールズ・スターク・ドレイパー研究所でアポロ飛行コンピュータのプログラミング責任者（Director of Apollo Flight Computer Programming）を務めたマーガレット・ハミルトンは、当時を思い出して次のように語った。
アポロ11号のその問題に関してコンピュータを責めることは、火災を発見して消防に通報する人を責めるようなものです。実際、コンピュータはエラー状態を認識する以上のことをするようにプログラムされていました。ソフトウェアには回復プログラム一式が組み込まれていたのです。ソフトウェアの動作としては、この場合、優先度の低いタスクを除外して、より重要なものを再構築することでした。コンピュータは、もう少しのところで（着陸の）中止を強制したというよりも、むしろ中止を阻止したといえます。もしもコンピュータがこの問題を認識できずに回復動作をとらなかったら、アポロ11号の月への着陸が上手くいったかどうか、疑わしいと思います。

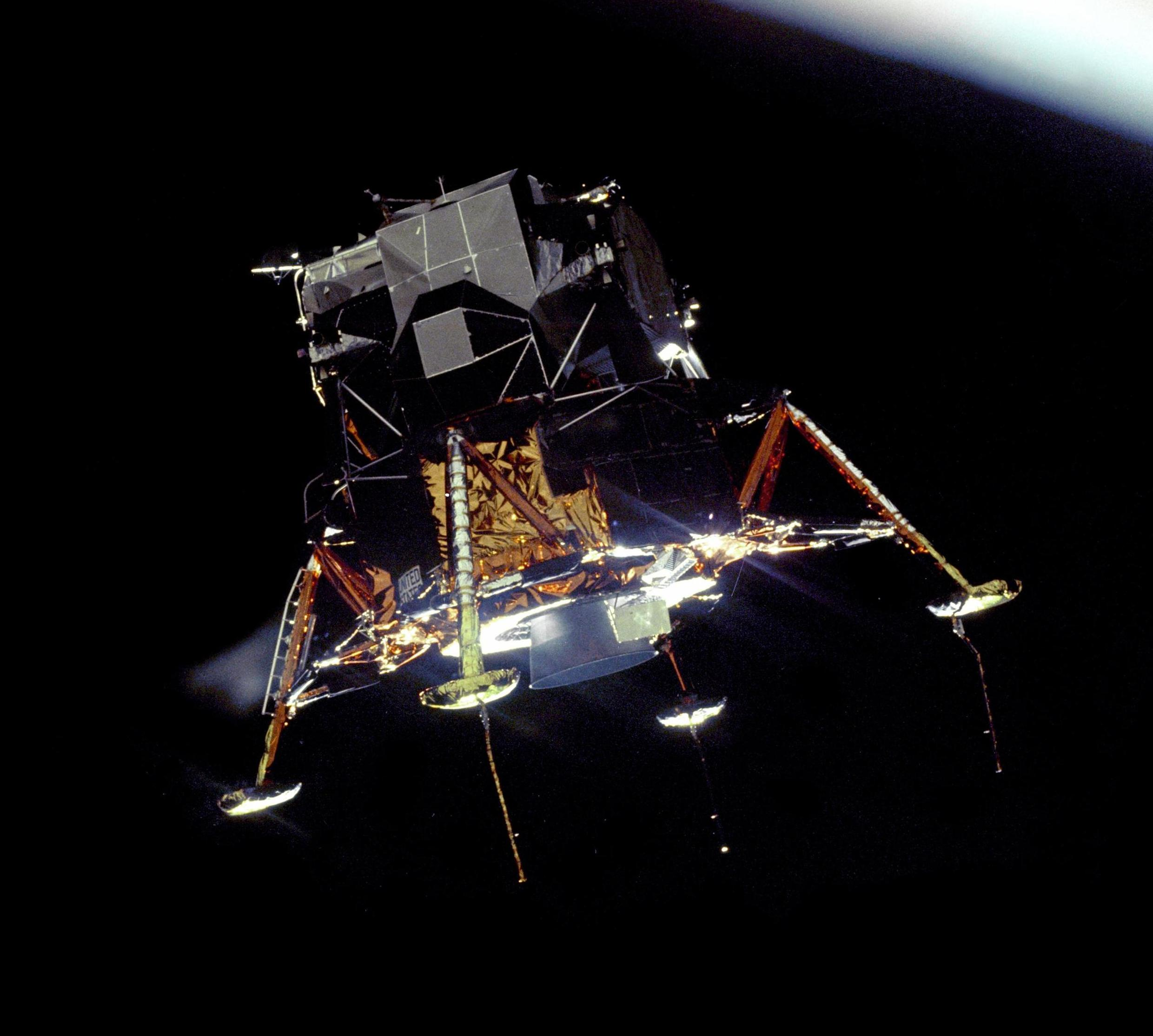
「コロンビア」から撮影された月周回軌道上の「イーグル」

ミッション中には、司令船とのランデブー用のレーダーのスイッチが誤った位置にあり、月着陸船のコンピュータにランデブー用レーダーと着陸用レーダーの両方から送られてきたデータを同時に処理させようとしたことが原因だと診断された。ソフトウェア技師のドン・アイルズは、2005年の誘導制御会議（Guidance and Control Conference）で発表した論文の中で、この問題は以前アポロ5号で最初の無人月着陸船をテストしている最中に見られたハードウェア設計上の欠陥に原因があると結論づけた。（緊急時着陸中止という万が一の事態に備えて）ランデブー用レーダーをオンにしておくことはコンピュータとは関係ないはずだったが、無作為なハードウェアの電源の入れ方次第では、ランデブーレーダーシステムの2つの部品の間に生じる電気的位相の不整合により、コンピュータに対して固定型アンテナが2つのポジションの間を前後にディザリングするように見えることがある。ランデブー用レーダーがインボランタリカウンタを更新すると、余分な疑似サイクルスチールにより、コンピュータは警告を発する。

### 着陸

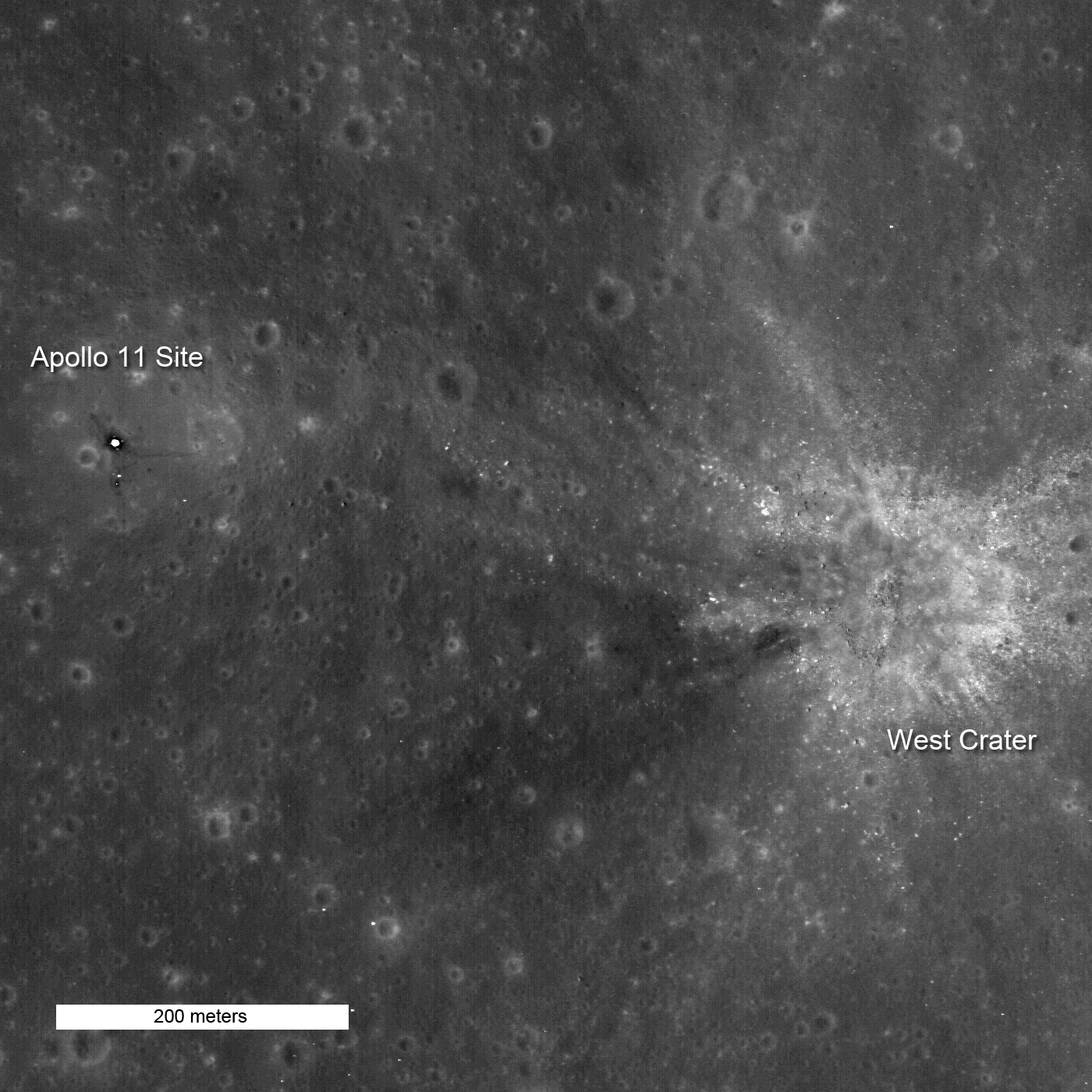
アポロ11号の着陸地点（左）とウエスト・クレーター（右）の相対的位置

アームストロングが再び窓の外に目をやると、コンピュータがはじき出した着陸目標が直径300フィート（91メートル）ほどもあるクレーターのすぐ北と東の巨岩がいくつも転がっている領域にあるのが見えたため、アームストロングは操縦を半自動に切り替えた。アームストロングはその岩石原の手前に着陸すればそこから地質試料を採取しに行けるかもしれないと考えたが、宇宙船の水平方向速度が速すぎたためできなかった。降下している間、オルドリンはずっと、着陸船の操縦で多忙なアームストロングに航法データを読み上げ続けた。月面からの高度107フィート（33メートル）まで降下したとき、アームストロングは推進剤の供給が徐々に減少してきていることを知り、最初の着陸候補地点に着陸することに決めた。
アームストロングは開けた月面の一画を見つけ、機動的に宇宙船をそちらへ向かわせた。だんだんと近づいて行くと、高度250フィート（76メートル）のところで、その新しく決めた着陸地点にクレーターがあることを発見した。アームストロングはクレーターを視界にはっきりととらえながら、別の一画の平地を見つけた。高度100フィート（30メートル）まで来て、推進剤の量は残りわずか90秒分まで減っていた。さらに、着陸船のエンジンによって巻き上げられた月の砂塵が、宇宙船の動きを決定するアームストロングの判断力を鈍らせた。もうもうと立ち込める砂塵の中から突き出たいくつもの大きな岩に焦点を絞ることで、アームストロングは降下中の宇宙船の速度を判断することができた。
着陸の直前、「イーグル」の脚部から吊り下がっていた、長さ67インチ（170センチ）の探針のうちの少なくとも1本が月面に接地したことを示すライトが点灯した。それを知ったオルドリンは「着地灯、点灯！」と声に出して確認した。技師たちは、着陸時にエンジンを噴射させたまま月面に接近しすぎると排気ガスの圧力（背圧）でエンジンが吹き飛ぶかもしれないと危惧していたため、アームストロングはただちにエンジンを切ることになっていたが、忘れてしまった。3秒後に「イーグル」が着陸し、アームストロングはエンジンを切った。オルドリンは即座に「OK、エンジン停止。ACA解放」と言葉を発し、それを受けてアームストロングは「ACA解放了解。自動」と復唱した。続けてオルドリンは「モード制御、両方とも自動。下降段エンジンの指令重複、オフ。エンジンアーム、オフ。413に接続」と確認した。
ACAとは、姿勢制御装置（attitude control assembly）のことで、具体的には月着陸船の操縦桿のことである。その出力は着陸船の誘導コンピュータ（LGC）に伝えられ、姿勢制御システム（reaction control system、RCS）にエンジン噴射の命令を出す。「解放」とは、中央のポジションから動かされていた操縦桿が（車の方向指示器のように）バネの力で元の中央のポジションに戻されたことを意味する。LGCのアドレス413は、月着陸船が着陸したことを示す変数を含んでいた。
「イーグル」は7月20日、日曜日の20:17:40（UTC）に25秒分の燃料を残して着陸した。アポロ11号は後継のミッションよりも残りの燃料が少ない状態で着陸し、飛行士たちは早い段階から燃料残量警告表示に直面することになった。これはのちに、燃料タンク内で推進剤が想定以上に大きく揺れ動き（スロッシング）、燃料計の値が実際よりも少なく表示されていた結果であることが分かった。そのため、次回以降のミッションでは、これを抑える抑流板がタンク内に追加設置されることになった。
アームストロングは、オルドリンが「エンジンアームはオフ」と言って、着陸後のチェックリストをつける作業が一通り完了したのを確認して、CAPCOMのチャールズ・デュークに "Houston, Tranquility Base here. The Eagle has landed." （「ヒューストン、こちら静かの基地。鷲は舞い降りた」）と言葉を発した。アームストロングがコールサインを「イーグル」から予行演習にはなかった「静かの基地（Tranquility Base）」に変更したことで、着陸を完遂して成功したことが強調されて聴取者たちに伝えられた。それを聞いたデュークは、ミッション管制センターにいた人たちの安堵の気持ちを表し、 "Roger, Twan— Tranquility, we copy you on the ground. You got a bunch of guys about to turn blue. We're breathing again. Thanks a lot." （「了解、トゥワン……トゥランキリティ（「静か」の意）。月面にいる君たちの声、よく聞こえるよ。君らのおかげでたくさんの奴らが真っ青になりそうだった。ため息をついている。どうもありがとう」）と、一瞬言い淀みながらも応答した。
着陸から2時間半後、船外活動の準備を始める前に、オルドリンは次のように地球に無線連絡した。
こちらは月着陸船操縦士です。この機会を借りて、私はこの放送を聞いている人々に対し、誰であろうと、またどこにいようと、しばらくの間手を止めて、この数時間に起こったできごとについて熟慮し、それぞれの方法で感謝をしてほしいと願います。
そのあと彼は、私的に聖餐式を行った。この当時NASAは、アポロ8号の宇宙飛行士が月を周回中に聖書の創世記の一節を朗読したことに反対していた無神論者のマダリン・マレー・オヘアと係争中で、オヘアはNASAに対し、宇宙飛行士は宇宙にいる間は宗教的活動を放送することを控えるべきだと要求していた。それゆえ、オルドリンは月で聖餐式を行うことに直接言及することを差し控える選択をした。オルドリンはテキサス州ウェブスターにある長老派教会の長老で、聖餐用具は同教会の牧師であるディーン・ウッドラフが用意していた。ウェブスターの長老派教会は、このとき月で使用された聖餐杯を所有しており、毎年7月20日にもっとも近い日曜日を「月の晩餐の日」として記念行事を行っている。
この任務のスケジュールでは、宇宙飛行士は5時間の睡眠時間で着陸のあとに続く作業を行うことが求められていたが、眠れないだろうと思った2人は早くに船外活動の準備を始めることを選択した。

### 月面での活動

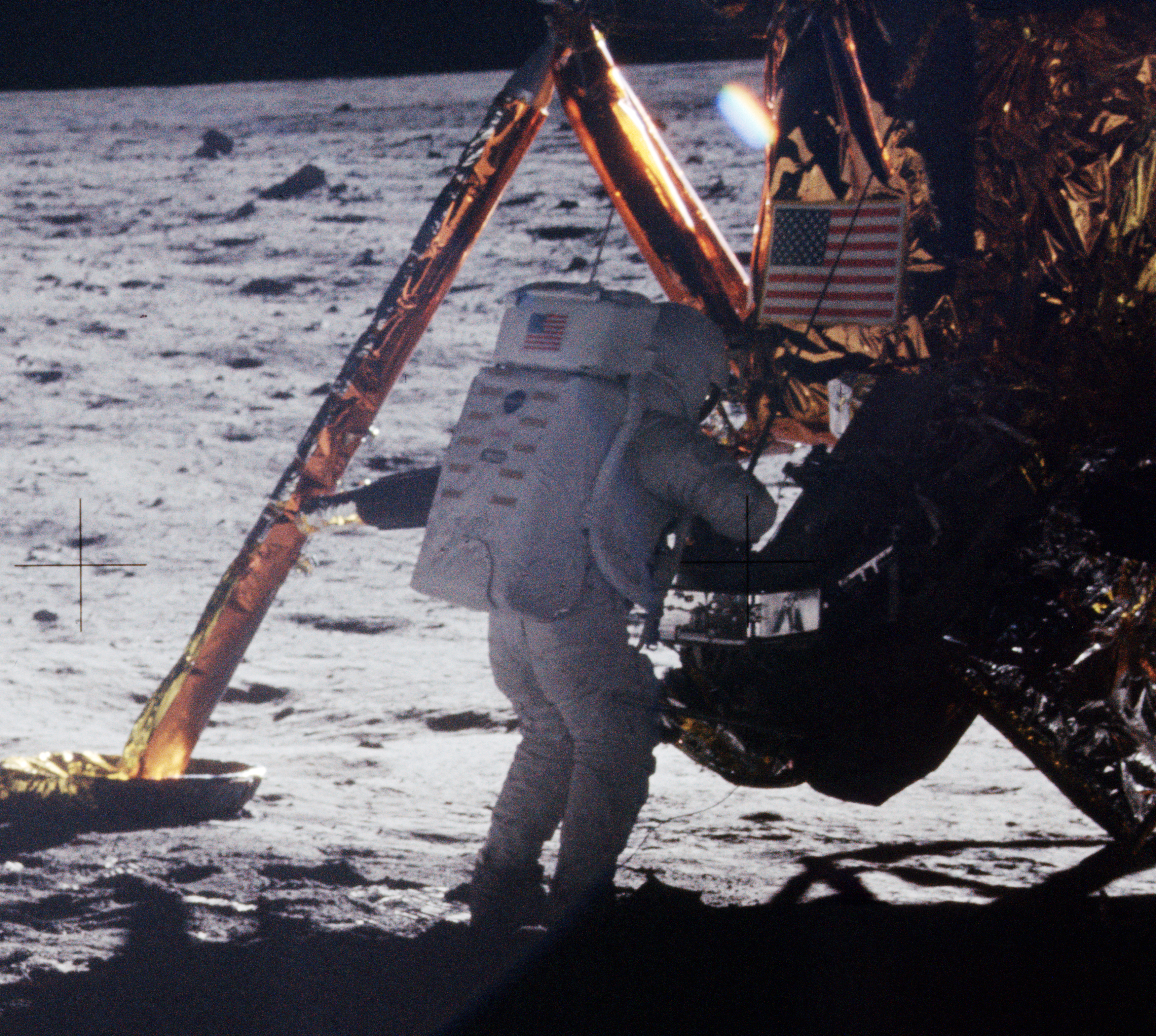
オルドリンが撮影したアームストロングの写真。月面滞在中はほとんどアームストロングがカメラを持っていたので、月面上の彼自身の姿が写ったものとしては、数少ない写真の一つ。

船外活動の準備は20日23:43に始まった。準備は2時間で済むはずのところ、3時間半と想定よりも長くかかった。地球上での訓練中には、必要とされるものはすべて前もってきちんと並べられていたが、月では、チェックリスト、食料の入った小包、用具のほかにも多くのものが船室内にあった。アームストロングとオルドリンの外に出る準備が整うと、「イーグル」は減圧された。02:39:33にハッチが開いた。初め、アームストロングは船外活動用の生命維持装置（PLSS）を身に着けたままハッチを通り抜けようとする際にいくぶん苦労を要した。アポロ宇宙飛行士たちの心拍数は月着陸船のハッチを出入りするときに最高値を記録することがよくあった。02:51にアームストロングは月面へと降り始めた。胸の位置にある遠隔操作ユニット（RCU）のせいで、アームストロングは自分の足元が見えなかった。9段のはしごを降りながら、アームストロングはDの字型のリングを引いて、「イーグル」の側面に折り畳まれていたモジュール装置格納アセンブリ（Modular Equipment Stowage Assembly、MESA：器具収納部）を展開してテレビカメラを起動した。
アポロ11号では、放送用のテレビジョン規格と互換性のない低速度走査テレビジョンが使用されたため、一度特殊なモニタに映像を表示させておき、そのモニタの映像を従来型のテレビカメラで撮影することで本放送されたが、その画質は著しく低減されることとなった。テレビジョン信号はアメリカのゴールドストーンで受信されていたが、オーストラリアのキャンベラ近郊にあるハニーサックル・クリーク追跡基地が受信した信号のほうが忠実度が高くて鮮明だった。数分後、通信の中継基地は、より感度が良好なオーストラリアのパークス電波望遠鏡に切り替えられた。幾多の技術的困難と天候不順があったにもかかわらず、史上初の月面での船外活動をとらえた、ぼんやりとした白黒の映像が地球上で受信され、世界中の少なくとも6億人の人々に向けて放送された。この放送形式のビデオの複製物は保存されており、広く入手することが可能だが、低速度走査テレビカメラで撮影されて月から伝送された元の高画質の録画映像は、NASAの日常業務で磁気テープを再利用しているうちに誤って破損されてしまったようである。

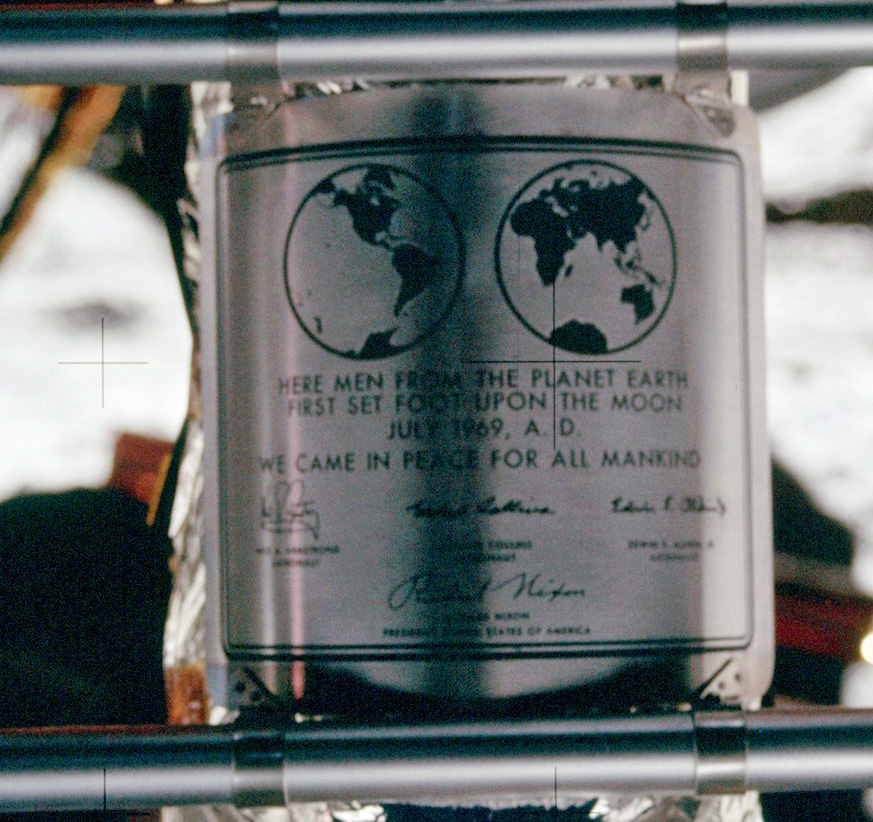
「イーグル」のはしごに残された、月面着陸を記念する銘板

アームストロングは、はしごにかけたまま、月着陸船の下降段につけられていた（西半球と東半球の）2つの地球の図と銘刻、および3名の飛行士とニクソン大統領の署名が描かれた記念銘板を除幕した。記念銘板には次の文章が刻印されていた。
Here men from the planet Earth first set foot upon the Moon, July 1969 A.D. We came in peace for all mankind.（西暦一九六九年七月、惑星地球より来たる人類、ここ月面に降り立つ。我ら全人類の平和のために来たれり。）
月の表面の塵について「とてもきめの細かい」「ほとんど粉のよう」と説明したあと、着陸から6時間半が経とうとしていた02:56:15にアームストロングは「イーグル」の脚を支えている皿の上に降り立ち、次のように宣言した。
これは人間にとっては小さな一歩だが、人類にとっては偉大な跳躍だ。
That's one small step for [a] man, one giant leap for mankind.
アームストロングは "That's one small step for a man" （「一人の男にとっては小さな一歩」）と言うつもりでいたが、通信音声では "a" という単語は聞き取りにくかったこともあって、当初、単語 "a" は生放送を視聴していた人の大多数には伝わっていなかった。のちにこの名文句について尋ねられたとき、アームストロングは "for a man" と言ったと思っていたと述べており、後年発行されたこの句の活字版には、角括弧付きで "a" が含められていた。ある解釈では、 "a" は欠落していたと主張され、彼は訛りによって "for a" の2単語を連続して不明瞭に発音したのだと説明されている。別の解釈では、パークス天文台付近の嵐をその一因とし、地球につないだ映像と音声の断続的性質で "a" の欠落を説明している。より最近のテープ音声のデジタル解析では、 "a" は発言されたかもしれないが、空電のせいでよく聞き取れなかったことが明らかになったと主張されている。
月面に足を踏み入れてからおよそ7分後、アームストロングは細長い棒で土壌サンプルを採取して試料袋に詰め、袋を畳み、右腿のポケットに押し込んだ。これは、万が一緊急時に飛行士たちが船外活動を断念して着陸船に戻らなければならなくなった場合でも、多少なりとも月の土壌を地球に持ち帰れるよう保証するための作戦行動（緊急採集）だった。土壌サンプルの採取が完了して12分後、アームストロングはMESAからテレビカメラを取り外し、月面のパノラマ映像を撮影してから、三脚の上にカメラを載せた。テレビカメラのケーブルには一部に巻きつけられていたときの癖が残っていたため、船外活動中はずっと、それが螺旋状に曲がりくねったところに足を引っかけてつまづくおそれがあった。さらに、ハッセルブラッド製カメラを手に持ったり、アームストロングの宇宙服（アポロ/スカイラブ A7L）にかけたりして、月面の写真撮影が遂行された。追ってオルドリンがアームストロングに続いて月面に降り立ち、月面の風景について、簡潔な言い方で "magnificent desolation" （荘厳なる荒涼）と表現した。
アームストロングは、地球の6分の1しかない月の重力の中を移動するのは「ひょっとしたら地上での模擬訓練よりもよほど簡単かもしれない……歩き回るのにまったく何の問題もない」と述べた。そこにオルドリンも加わって、両足で踏み切るカンガルー跳びなど、さまざまな歩き方を試した。すると、背中に生命維持装置を背負っているために上体が後ろに反る傾向はあるものの、バランスを取るには大した問題もなく、慣れてくると、むしろ大股で歩くのがよいことが分かった。ただし、移動する際は常に6、7歩先のことを予想して歩く必要があったり、粒の細かい土の部分はかなり滑りやすかったりしたので、注意を要した。また、太陽の照っているところから「イーグル」の影に入ったときには、宇宙服の中の温度はまったく変化がなかったが、ヘルメットの内部は日光で温められていたため、影に入ると冷たく感じられたとオルドリンは報告した。MESAは安定した作業環境を提供することができず、また「イーグル」の影に隠れていたため、作業はいくぶん遅れることになった。2人が作業しているうちに月面を歩いたことで、灰色の砂埃が巻き上げられ、宇宙服の外皮を汚してしまった。

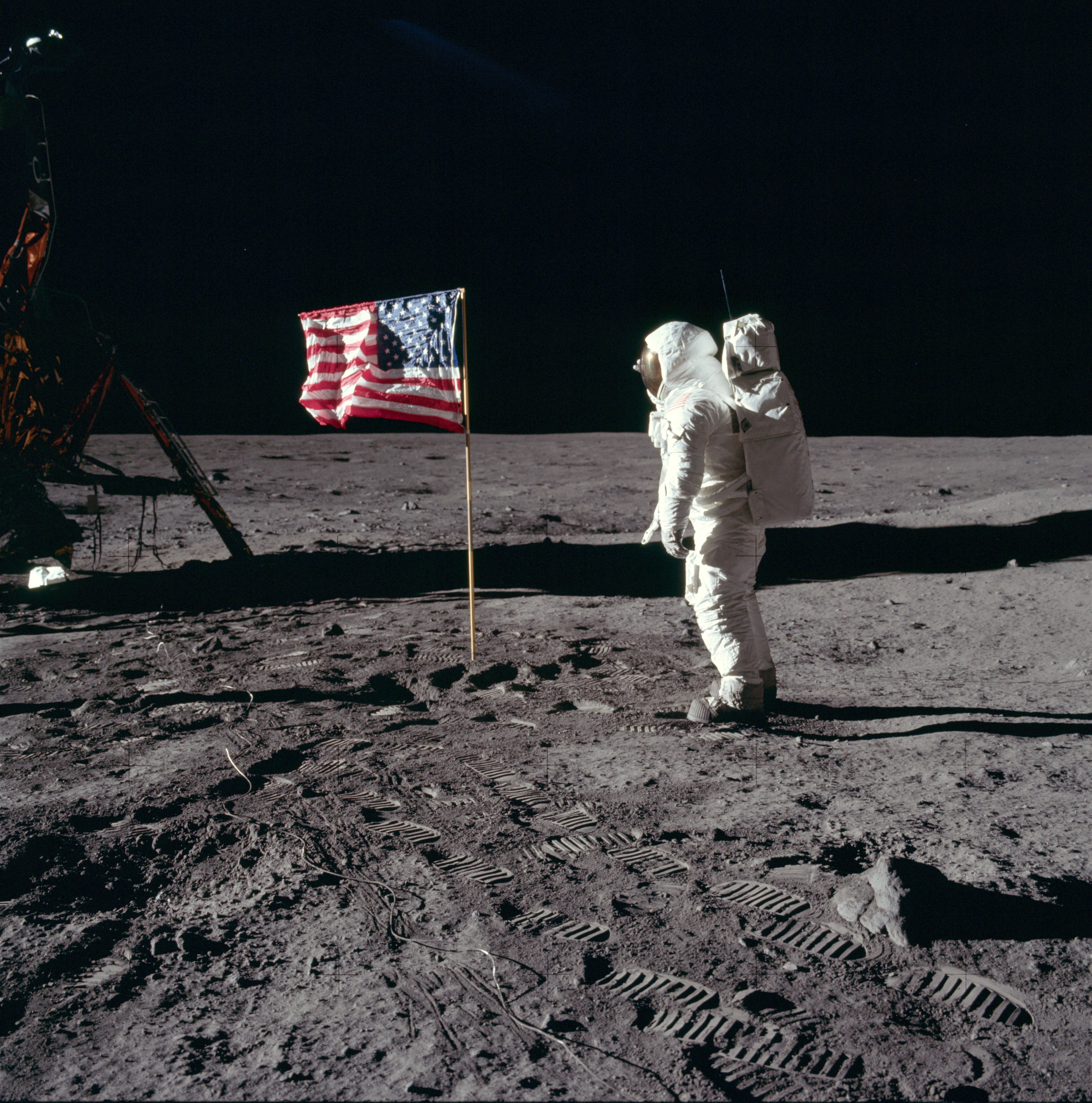
月面に立てた星条旗に敬礼するオルドリン

2人はアメリカ合衆国の国旗を含む一組の旗を月面上のテレビカメラにはっきりと写るところに立てた。オルドリンはこのときを思い出して「私が月面でしなければならなかったすべての仕事のうち、もっとも順調に運びたかったことは国旗の掲揚でした」と語った。ところが、繰り出し式の伸縮する棒が月面に刺す際に縮んでしまうことに悪戦苦闘し、旗竿は固い月の表面に2インチ（5センチ）ほどしか押しつけられなかった。オルドリンはテレビの視聴者の目の前で旗が倒れてしまいやしないかと心配しながらも、旗に向かってウエストポイント（陸軍士官学校）式の敬礼を行った。そして、オルドリンが星条旗とアームストロングを被写体にした写真を撮るはずだった次の瞬間に、電話無線伝送を通じてリチャード・ニクソン大統領が飛行士たちに話しかけてきた。のちにニクソンはこの交信を「かつてホワイトハウスからかけられた中でももっとも歴史的な通話」と呼んだ。ニクソンは当初、通話中に読み上げる長い演説文を用意していたが、当時NASAの連絡担当官でホワイトハウスにいたフランク・ボーマンは通話を手短に済ませるよう大統領を説得した。
ニクソン: やあ、ニール、バズ。私はホワイトハウスの執務室から電話で君たちに話しかけています。そして、これはきっとこれまでにかけられた中でもっとも歴史的な通話になることでしょう。君たちの成し遂げたことがどれほど私たち皆の誇りに思うことか、言葉では言い表せないほどです。すべてのアメリカ人にとって、今日は生涯でもっとも誇るべき日となることでしょう。そして、世界中の人々もアメリカ国民とともに、これが何と素晴らしい偉業であることかを認めるだろうと私は確信しています。君たちが成し遂げたことで、天空は人間世界の一部となりました。そして、君たちが静かの海から私たちに呼びかけてくれたことで、私たちは地球に平和と静寂をもたらす努力をさらに強くしなくてはならないと奮い立たされます。全人類史の中でかけがえのないこの一瞬に、この地球上のすべての人々は真に一体となります。ひとつには、君たちが成し遂げたことに対する誇り、そしてひとつには、君たちが無事地球に帰還するようにとの祈りであります。

アームストロング: ありがとうございます、大統領閣下。合衆国のみならず、平和を愛するすべての国の人々、そして興味や好奇心、未来への展望を持つ人々を代表して、私たちがここにいることは誠に光栄かつ名誉なことです。今日ここにいられることを光栄に存じます。

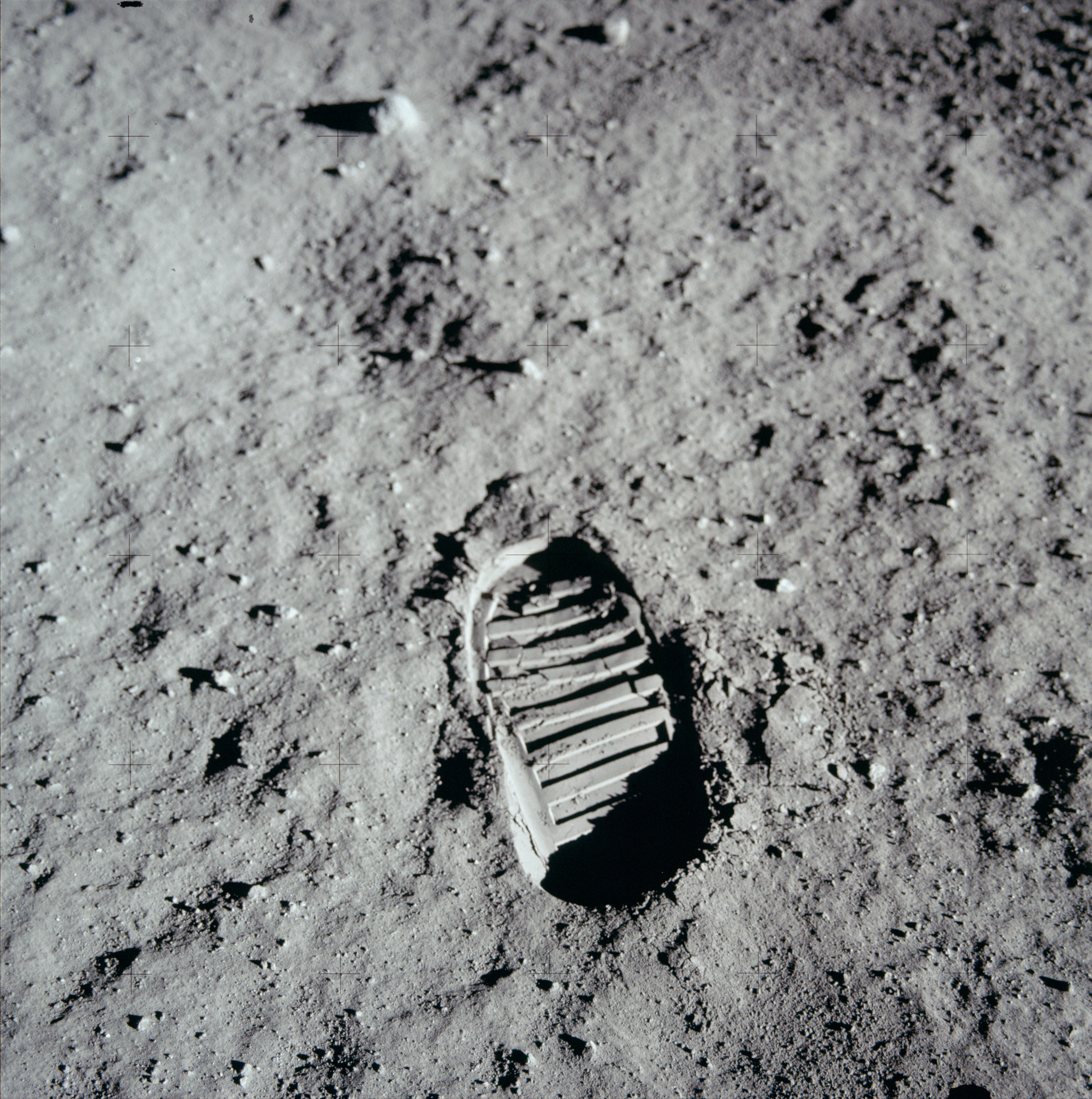
月のレゴリスの特性を調べる実験の一環で付けられたオルドリンの靴跡

二人の飛行士は、月震を観測する受動型地震計実験装置（PSEP）と月レーザー測距実験用の再帰反射器（LRRR）を含む、初期アポロ科学実験パッケージ（EASEP）を展開した。その際、オルドリンが2本のコアサンプルを集めている間に、アームストロングは着陸船から196フィート（60メートル）歩いて、リトル・ウェスト・クレーターの周縁部でスナップ写真を撮った。アームストロングは岩石ハンマーを使用してコアサンプル採取用のチューブを打った。アポロ11号でハンマーが使われたのはこのときだけだったが、6インチ（15センチ）よりも深く貫通させることはできなかった。2人はスコップや伸張式の鋏を使って岩石試料を採集した。月面での活動の多くは想定よりも長引いたため、2人は割り当てられていた34分間の活動時間の中ごろで、採集した試料について文書に記載する手を止めなくてはならなかった。荷崩れしないように、オルドリンは採集した岩石を入れた箱に6キログラム（13ポンド）の土をシャベルですくって入れた。採集された地質試料には玄武岩と角礫岩の2種類の岩石が含まれていたことがわかった。また、採集した岩石試料からは、新種の鉱物としてアーマルコライト、トランキリティアイト、パイロクスフェロアイトの3種が発見された。このうち、アーマルコライト（Armalcolite）はアームストロング（Arm）、オルドリン（al）、コリンズ（col）の3名の宇宙飛行士の名にちなんでいる。これらの鉱物はすべて、のちに地球上でも見つかっている。
ミッション管制センターは暗号的な言葉を使用して、アームストロングに代謝率が高めであることを警告し、作業のペースを落とすように伝えた。彼は時間切れになるまで月面を素早く移動しては次から次へと任務をこなしていた。月面を歩行している間は、2人の飛行士の代謝率はおおむね予想されていた値よりも低かったため、管制センターは両飛行士に15分間の活動延長を許可した。2010年のインタビューで、アームストロングは、当時NASAが最初の月面歩行の時間と距離に制限をかけていたことを明かした。その理由は、月面で作業する間に飛行士たちの発する熱を下げるために、背中に備えられた生命維持装置がどの程度の量の冷却水を消費するかについて、経験に基づく裏付けが取れていなかったことによるものだった。

### 月からの上昇
予定されていた船外活動をすべて消化すると、まずオルドリンが先に「イーグル」に戻った。採集した岩石や撮影したフィルムなどを収めた箱は重量が21.55キログラム（47.5ポンド）に上り、月装備運搬装置（Lunar Equipment Conveyor、LEC）と呼ばれるフラットケーブル滑車装置で引っぱり上げたが、ハッチから船内に入れるのには若干苦労した。この方法は効率的でないことが証明されたため、後継のミッションでは機材や試料は手で持って船に荷揚げするようになった。アームストロングは宇宙服の袖のポケットに入っている記念品の袋を月面に残すのを忘れないようにとオルドリンに念を押し、オルドリンは月面に袋を放り投げた。それから、アームストロングははしごの3段目まで一気にジャンプして飛び乗り、はしごを上って船内に入った。船内の生命維持システムに移ったあと、月周回軌道まで帰るための「イーグル」上昇段の明かりをつけ、宇宙服の船外活動用生命維持装置、月面靴、空のハッセルブラッド製カメラなど、不要になった機材を放り捨てて、21日05:01にハッチを閉め、船内を与圧し、2人はようやく月面で初めての睡眠についた。

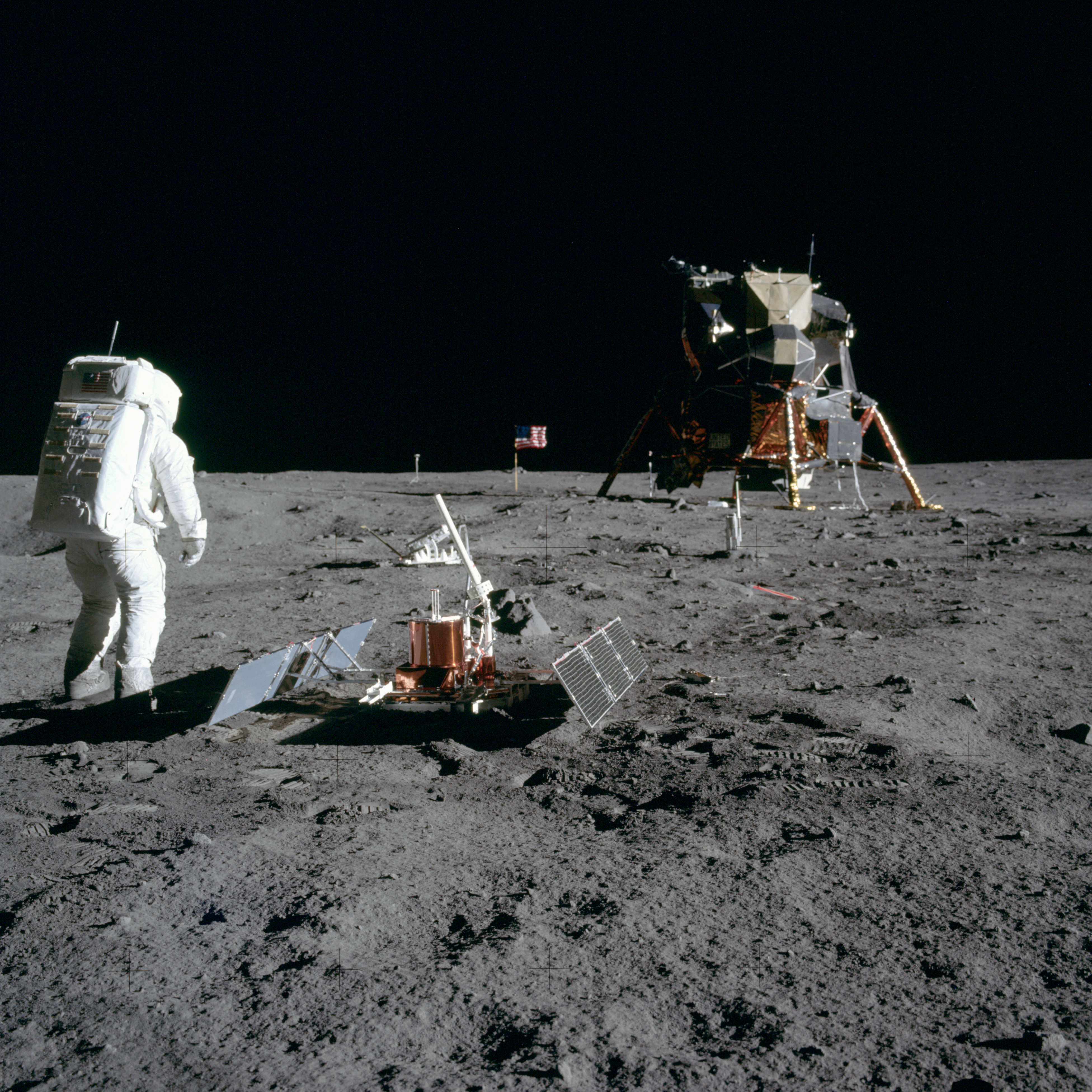
受動型地震計実験装置（写真中央）の隣に立つオルドリン（同左）と「イーグル」（同右奥）

ニクソン大統領のスピーチライターだったウィリアム・サファイアは、最悪の事態として、万一アポロ11号の宇宙飛行士たちが月で遭難した場合を想定して、大統領がテレビ演説で読み上げるIn Event of Moon Disaster （月で災難の場合）と題した追悼文を用意していた。その不測の事態に対応するための計画は、セイファイアからニクソンの大統領首席補佐官だったH・R・ハルデマンに渡されたメモが発端だった。そのメモには、もしアポロ11号が不慮の事態に見舞われ、ニクソン政権がそれに対する反応を求められるかもしれなかった状況を想定して、セイファイアが作成した追悼の言葉の原案が示されていた。その計画によれば、ミッション管制センターが月着陸船との「交信を絶つ」と、聖職者が海葬になぞらえた公的儀式で「彼らの魂を深い淵の底に委ねる」手はずだった。用意された原稿の最後の一行では、ルパート・ブルックが第一次世界大戦期に詠んだ詩『兵士』にそれとなく言及している。
オルドリンは船内で作業しているとき、月面から離陸するために使用する上昇用エンジンを作動させる回路ブレーカーのスイッチを誤って壊してしまった。このことで、船のエンジンの点火が妨げられ、彼らは月面に取り残されてしまう懸念があった。幸いにも、フェルトペンの先でスイッチを作動させることができたが、もしもそれがうまくいかなければ、上昇用エンジンを点火するために着陸船の電気回路は構成し直されていたかもしれなかった。
21時間半以上を月面で過ごした2人は、科学観測機器のほか、1967年1月に訓練中の火災事故で犠牲になった3名の飛行士（ロジャー・チャフィー、ガス・グリソム、エドワード・ホワイト）を追悼してアポロ1号のミッションパッチを、また古くから平和の象徴とされてきたオリーブの枝を模した金のレプリカの入った記念袋を、そして地球からのメッセージを収めたシリコンディスクを月面に残してきた。ディスクには、アメリカのアイゼンハワー、ケネディ、ジョンソン、ニクソンの歴代大統領からの親善声明文や世界73か国の指導者たちから寄せられたメッセージが収録されていたほか、アメリカ合衆国議会の代表者たち、NASAの設立に尽力した上下両院の4つの委員会のメンバー、およびNASAの歴代長官の名前の一覧も記録されていた。

着陸地点と写真の撮影場所を示した地図

およそ7時間の睡眠ののち、アームストロングとオルドリンはヒューストンからの目覚ましによって起こされ、帰還飛行の準備を始めるよう指示された。2時間半後の21日17:54:00（UTC）に2人は「イーグル」の上昇段エンジンを点火して月を離陸し、コリンズが搭乗している月周回軌道上の司令船「コロンビア」を目指した。月面離陸時に「イーグル」の上昇段から撮影された映像には、月面に残された下降段から25フィート（8メートル）ほど離れた場所に立てられた星条旗が、上昇段エンジンの噴射で激しくはためく様子がとらえられていた。オルドリンはちょうど旗がぐらついて倒れるのを目撃し、「上昇を始めたとき、私はコンピュータの操作に集中し、ニールは姿勢指示器を注視していたが、私は旗が倒れるのを長い間見ていられた」と報告した。そのため、以後のアポロミッションでは、上昇段エンジンの噴射で吹き飛ばされることのないように、星条旗は着陸船から離れた位置に立てられることになった。

### 月軌道上の「コロンビア」
単独で月を周回する飛行を続けていた間、コリンズはまったく寂しさを感じることはなかった。「アダム以来、そのような孤独を知る者はいない」といわれているが、コリンズはそれを使命の一部だと強く感じていた。コリンズは自叙伝の中で、「この冒険は3人の男で構成されたものであり、3番手の私も、ほかの2人のいずれかと同様になくてはならないものなのだと思う」と記している。月を周回する「コロンビア」が月の裏側を飛行して、地球との無線連絡ができない48分間の間にコリンズが感じたのは、不安でも孤独でもなく、むしろ「意識、予感、満足、自信、歓喜に近い感覚」であったと綴っている。
コリンズの最初の任務のひとつに、月面上の月着陸船の位置を特定することがあった。どこを探せばよいかの見当をつけるために、ミッション管制センターはコリンズに月着陸船は目標地点から4マイル（6.4キロ）ほど離れた辺りに着陸したようだと無線で伝えた。コリンズは着陸地点と思しき辺りの上空を通過するたびに月着陸船を見つけようとしたが、不可能だった。初めて月の裏側を飛んだとき、コリンズは燃料電池によって生成された余分な水を捨てたり、アームストロングとオルドリンの帰りを迎えるために船室を整理整頓するなど、船内の環境整備活動を行った。
3周目の周回で月の裏側に入る直前に、ミッション管制センターはコリンズに冷却液の温度に問題があると知らせた。冷却しすぎるようなことがあれば、「コロンビア」の部品が凍結してしまうかもしれなかった。ミッション管制センターは、手動制御に切り替えたうえで、環境制御システム故障時の手順17（Environmental Control System Malfunction Procedure 17）を実施するよう、コリンズに助言した。ところが、コリンズはその代わりとして、問題を引き起こしているシステムのスイッチを自動から手動に入れて、また自動に戻し、冷却剤の温度を注視しながらも、日課となっていた通常の管理保全作業を続行した。「コロンビア」が再び月の表側に出たときには、問題は解決したと報告することができた。それから次の2、3周は、月の裏側で過ごす時間が「ほっとする」（"relaxing"）時間だったとコリンズは記している。アームストロングとオルドリンがすべての船外活動を終えてからは、コリンズは来たるべきランデブーに備えて睡眠休憩をとることができた。「コロンビア」が「イーグル」を迎え入れる飛行計画に応じて、コリンズは一定の不測の事態に備えて「コロンビア」を「イーグル」のところまで降下させられるような準備ができていた。

### 帰還

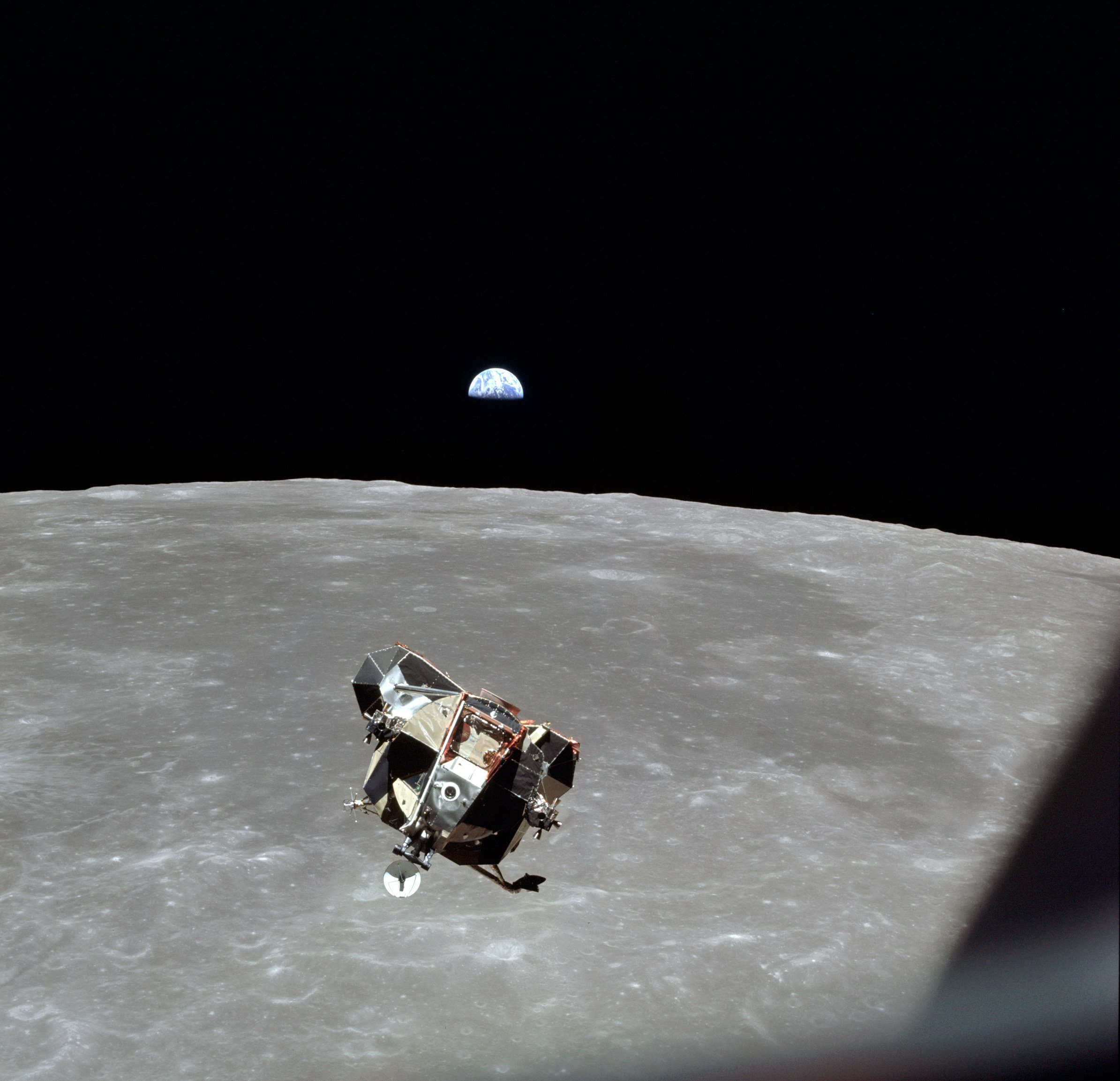
司令船「コロンビア」に接近してくる「イーグル」の上昇段

7月21日21:24（UTC）に「イーグル」は「コロンビア」とランデブーし、21:35に2機はドッキングした。「イーグル」の上昇段は23:41に月周回軌道に投棄された。アポロ12号の飛行の直前には、「イーグル」は依然として軌道上に留まっているようであることが確認されたが、のちに出されたNASAの報告書には、「イーグル」は軌道が次第に減衰した結果、月面の「不確かな場所」（"uncertain location"）に衝突したのだろうと記されている。
7月22日04:56（UTC）にアポロ11号は機械船の推進エンジンを2分半噴射して月周回軌道を離れ、同日05:30（UTC）に月の裏側で地球帰還軌道に乗り (TEI)、地球への帰路に就いた。
7月23日、着水前の最後の夜に、3名の宇宙飛行士はテレビ放送で次のようにコメントした。最初にコリンズが、
……我々を軌道に乗せたサターンV型ロケットは信じられないほど複雑な機械ですが、すべての部品は完璧に動作してくれました……我々は常に、この装置が正しく作動してくれることを確信していました。これはすべて、多くの人々が流した血と汗と涙によってのみ、可能になったことです……今皆様が目にしているのは私たち3人だけですが、水面下では何千、何万もの人たちによって支えられているのです。そして私は、それらすべての人々に申し上げたいです。「心からありがとう」と。
と述べ、続いてオルドリンが、
この飛行は、月に送られる使命を帯びた3人の男の奮闘以上に、政府と企業のチームの努力にとどまらず、さらには一国のすべての国民の努力さえも超えて、非常に大勢の方々のご尽力によって成し遂げられました。これは、未知なるものを探求する全人類の飽くなき好奇心を象徴しているのだと、私たちは感じています……個人的には、ここ数日のあの月での出来事を回想するとき、聖歌の一節が心に浮かんで参ります。《私はあなたの指の業なる天を見、あなたが設けられた月と星とを見て思います。人は何者なので、これを御心にとめられるのですか》
と加え、最後にアームストロングが、
この飛行に対して責任を担ってきたのは、まず第一に、この取り組みに先立つ科学の歴史とそれを築き上げてきた偉人たち、次いで、自らの意思を通じてこれを成し遂げたいという願いを表明したアメリカ国民、そして、国民の意思に従い、それを履行した四代にわたる政権と連邦議会、さらに、我々の宇宙船やサターンロケット、司令船「コロンビア」、月着陸船「イーグル」、そして月面における小さな宇宙船とも言うべき宇宙服と生命維持装置、船外活動ユニットなどを作り上げた政府機関や企業のチームなどです。我々は、この宇宙船を設計し、建造し、試験し、飛行させるために心血を注ぎ、持てる限りの能力を発揮してくれたすべてのアメリカ人に対し、特別の感謝を捧げたく存じます。我々は今夜、それらの方々に対して特別の感謝の言葉を申し上げるとともに、今夜この放送を見聞きしている人々に神の祝福があらんことを祈ります。アポロ11号より、おやすみなさい。 
と締めくくった。
地球への帰還に際して、グアムの追跡基地で装置の軸受が故障したことで、もしかすると地球帰還時の連絡に関して最後の一部分の受信が妨げられていた可能性があった。定期的な修復作業では与えられた時間内に作業を終えるのは不可能だったが、基地の主任だったチャールズ・フォースには10歳になる息子グレッグがいて、軸受箱の中にその小さな手を入れてグリスを塗ってもらって急場をしのいだ。お手柄のグレッグはのちにアームストロングから感謝された。

### 着水と検疫

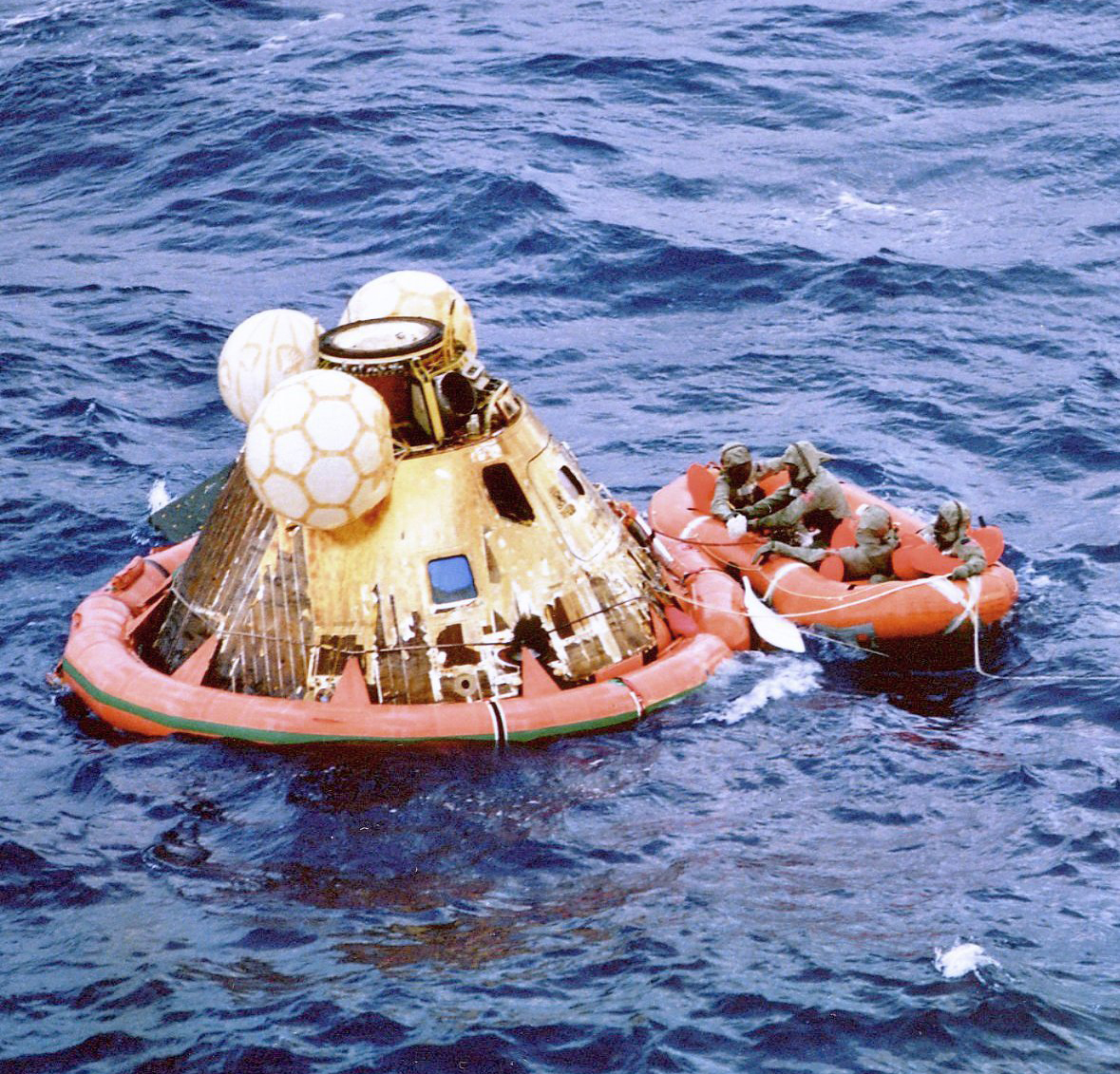
洋上に浮かぶコロンビア号と飛行士たちの下船を助ける海軍のダイバーら

6月5日、カール・J・セイバーリック大佐指揮下の空母「ホーネット」が、5月26日にアポロ10号を回収した姉妹艦のヘリコプター揚陸艦「プリンストン」に代わって、アポロ11号の主回収船（primary recovery ship、PRS）に選ばれた。当時、ホーネットは母港であるカリフォルニア州ロングビーチにあった。7月5日に真珠湾に到着したホーネットは、アポロ宇宙船の回収任務を専門とするHS-4のSH-3 シーキング数機、水中爆破班アポロ特派部隊（UDT Detachment Apollo）の専門ダイバーたち、NASAの回収班35人およびメディア関係者約120人を乗船させた。空間を確保するため、ホーネットの艦載機の多くはロングビーチに残してきていた。訓練用のボイラープレート（ダミーの宇宙船）を含む、特殊な回収用機材も積み込まれた。
7月12日、アポロ11号がまだ発射台にあったころにホーネットは中部太平洋の回収海域（北緯10度36分 東経172度24分 / 北緯10.600度 東経172.400度付近）に向けて真珠湾を出港した。ニクソン大統領、ボーマン連絡担当官、ウィリアム・P・ロジャース国務長官、ヘンリー・キッシンジャー国家安全保障担当補佐官からなる大統領一行は、エアフォースワンでジョンストン環礁まで飛び、そこで指揮艦「アーリントン」艦上のマリーンワンに乗り込んだ。大統領一行は艦上で一夜を過ごしたあと、数時間の式典のためにマリーンワンでホーネットまで飛んだ。艦上に到着すると、大統領一行は、ホーネットの艦上輸送機でパゴパゴから飛来していたアメリカ太平洋軍最高司令官のジョン・S・マケイン・ジュニア大将とNASA長官のトマス・O・ペインからあいさつを受けた。
当時、気象衛星はまだ一般的なものではなかったが、アメリカ空軍のハンク・ブランドリ大尉は最高機密である偵察衛星の画像にアクセスすることができた。その衛星画像から暴風雨前線がアポロ宇宙船の回収海域に向かっていることが分かった。視界不良はこのミッションにとって深刻な脅威であった。もしヘリコプターが「コロンビア」の位置を特定できなければ、宇宙船と搭乗員、および月の石などの貴重な貨物が失われてしまうおそれがあった。ブランドリは、要保全許可（required security clearance）を有していた真珠湾の艦隊気象センターの司令官、海軍のウィラード・S・ヒューストン・ジュニア大将に警報を発した。彼らの勧告に基づき、太平洋・有人宇宙船回収部隊（Manned Spaceflight Recovery Forces, Pacific）の司令官、ドナルド・C・デイヴィス少将はNASAに回収海域を変更するよう忠告した。これにより、新たな回収海域が指定され、元の回収海域から北東に215海里（398キロメートル）の辺りで回収されることになった。
回収海域の変更は飛行計画にも影響を及ぼした。異なるシーケンスのコンピュータ・プログラムが使用されていたが、その1つは以前に試用されたことがなかった。従来の入力では、P64の次にP67が続いていたが、スキップアウトされた部分の再入力は、P65を用いて一旦終了したうえで、P66でスキップ部分を入力する方法が採られていた。この場合、それらは再入力部を展開していたが、実際にはスキップアウトしていなかったため、P66は呼び出されず、代わりにP65が直接P67を導いた。搭乗員も、P67を入力した場合、フルリフト（頭が下になる）姿勢にならないとの警告を受けていた。飛行士たちは最初のプログラムの指令で6.5標準重力加速度 (64 m/s2)の加速度を受け、2番目のプログラムで6.0標準重力加速度 (59 m/s2)の加速度を体感させられることとなった。
7月24日の夜明け前、ホーネットから4機のシーキング・ヘリコプターと3機の艦上早期警戒機E-1が発進した。うち2機のE-1は "air boss"（空中指揮機）に指定され、3機目は通信中継機として行動した。2機のシーキングはダイバーたちと回収用機材を輸送した。3機目は写真撮影機材を、4機目は除染を担当するスイマーと航空医官を、それぞれ輸送した。16:44（UTC、現地時間05:44）に「コロンビア」の減速用パラシュートが開いたのをヘリコプターが確認した。7分後に「コロンビア」は船体を力強く水面に叩きつけられ、ウェーク島の東方2,660キロ（1,440海里）、ジョンストン環礁の南方380キロ（210海里）、ホーネットからの距離わずか24キロ（13海里）の地点（北緯13度19分 西経169度9分 / 北緯13.317度 西経169.150度）に着水した。着水 (splashdown) 時に「コロンビア」は上下逆さまに落下したが、飛行士たちが作動させた浮力袋によって10分以内に立て直された。上空でホバリングする海軍のヘリコプターから下りてきたダイバーが、船が漂流することのないように「コロンビア」に海錨を取りつけた。別のダイバーらは船を安定させるために「コロンビア」に浮揚環管を取りつけ、宇宙飛行士たちを下船させるためのボートを船の横につけた。

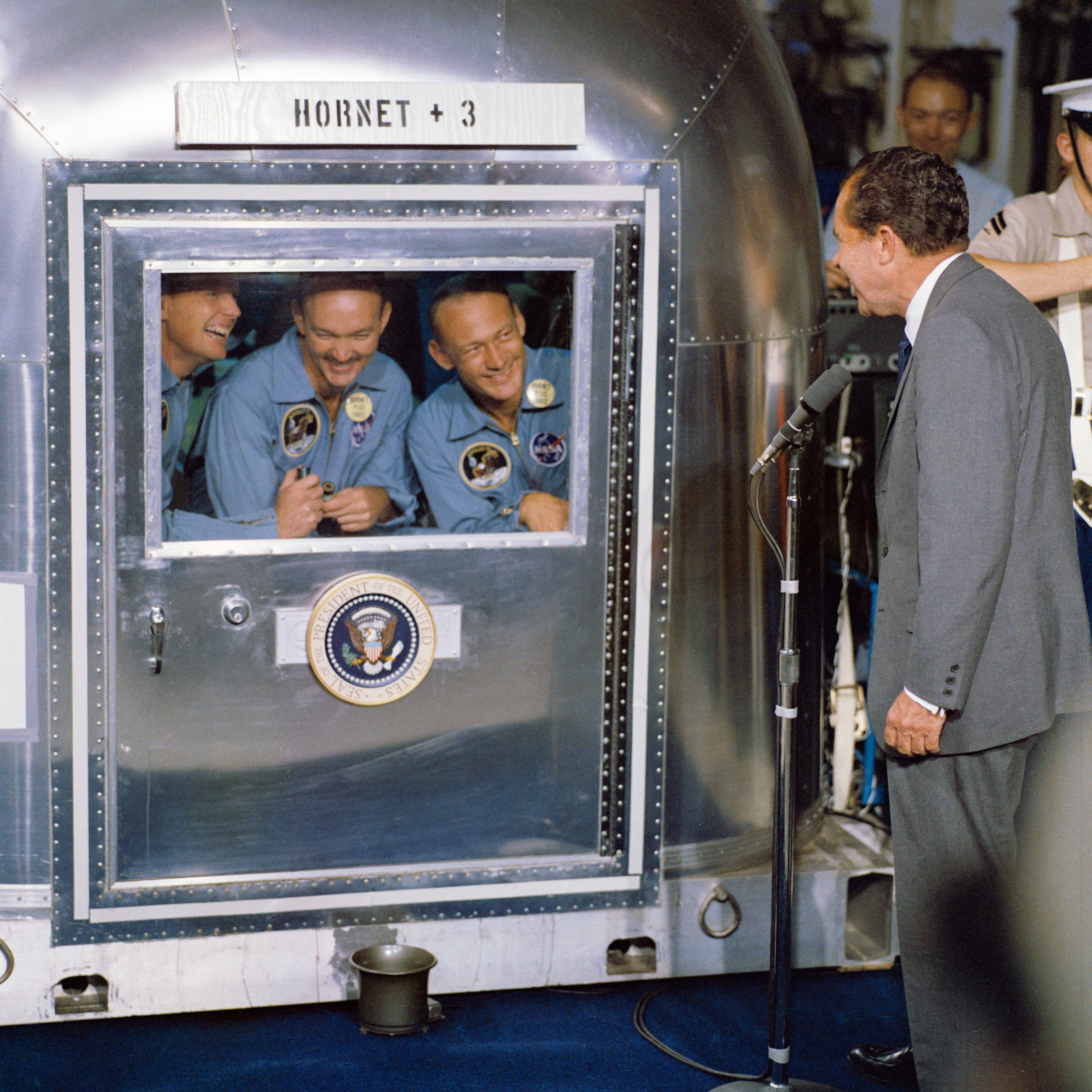
地球に帰還した後、検疫のために隔離施設に収容されるアポロ11号の搭乗員と、彼らを訪問するニクソン大統領

ダイバーらは宇宙飛行士たちに生物隔離服（biological isolation garment、BIG）を渡し、救命ボートに乗るのを補助した。月面から病原体を持ち帰る可能性はごくわずかだと考えられたが、NASAは念のため回収現場で予防措置をとった。宇宙飛行士たちは次亜塩素酸ナトリウム製剤を使用して身体を擦り拭かれ、「コロンビア」は船体に付着しているかもしれない月の塵をベタダインを使って拭き取られた。宇宙飛行士たちはウインチで引き揚げられ、回収ヘリコプターに乗せられた。ホーネット艦上の隔離施設に到着するまでの間、宇宙飛行士たちは生物隔離服を着用させられた。除染物質を積んだボートは故意に沈められた。
ヘリコプターは17:53（UTC）にホーネット艦上に着地したあと、そのままエレベーターで格納庫へと下ろされ、そこで宇宙飛行士たちは移動式隔離施設（Mobile Quarantine Facility、MQF）まで30フィート（9.1メートル）歩いて施設内に入り、地球ベースで21日分の検疫期間が開始されることになった。この措置は、後続のアポロ12号とアポロ14号の2つのミッションでも実施されたが、のちに月に生命が存在しないことが証明されると、検疫措置は取りやめになった。ニクソン大統領は地球に帰還した宇宙飛行士たちを歓迎し、「君たちが成し遂げたことのおかげで、世界はこれまでになく一層親密になった」と伝えた。
ニクソンが出発したあと、ホーネットは重量5米トン（4.5トン）の「コロンビア」に近づいて舷側に寄せ、艦のクレーンを使って船を引き揚げ、台車に載せてMQFの隣まで運び込んだ。そして、「コロンビア」は伸縮可能なトンネルでMQFと接続され、月試料、フィルム、データテープおよびその他の積み荷が取り出された。ホーネットが真珠湾に帰港すると、そこでMQFはC-141に載せられて有人宇宙船センターまで空輸された。7月28日10:00（UTC）に宇宙飛行士たちは月試料受入研究所（Lunar Receiving Laboratory）に到着した。一方、「コロンビア」は不活性化のためにフォード島に運ばれ、火工品類が安全に処理された。その後、ヒッカム空軍基地に運ばれ、そこからC-133でヒューストンに空輸されて7月30日に月試料受入研究所に到着した。
7月16日にNASAが発布した一連の規定、地球外暴露法に従い、検疫試験計画が成文化され、宇宙飛行士たちの検疫が続けられた。しかし、3週間の隔離（まず最初にアポロ宇宙船内で、次にホーネット艦上のMQF内で、最後に有人宇宙船センターの月試料受入研究所内で）を経て、宇宙飛行士たちに完全健康証明書が与えられた。1969年8月10日にアトランタで、逆汚染に関する庁間委員会（Interagency Committee on Back Contamination）の会合が開かれ、宇宙飛行士たち、飛行士の検疫に従事した者たち（NASAの医官ウィリアム・カーペンティアとMQFプロジェクト技師ジョン・ヒラサキ）、およびコロンビア号自体の隔離がようやく解かれた。宇宙船から取り外せる備品は、月試料が研究用に公開されるまでの間、隔離されたままだった。

### 祝賀

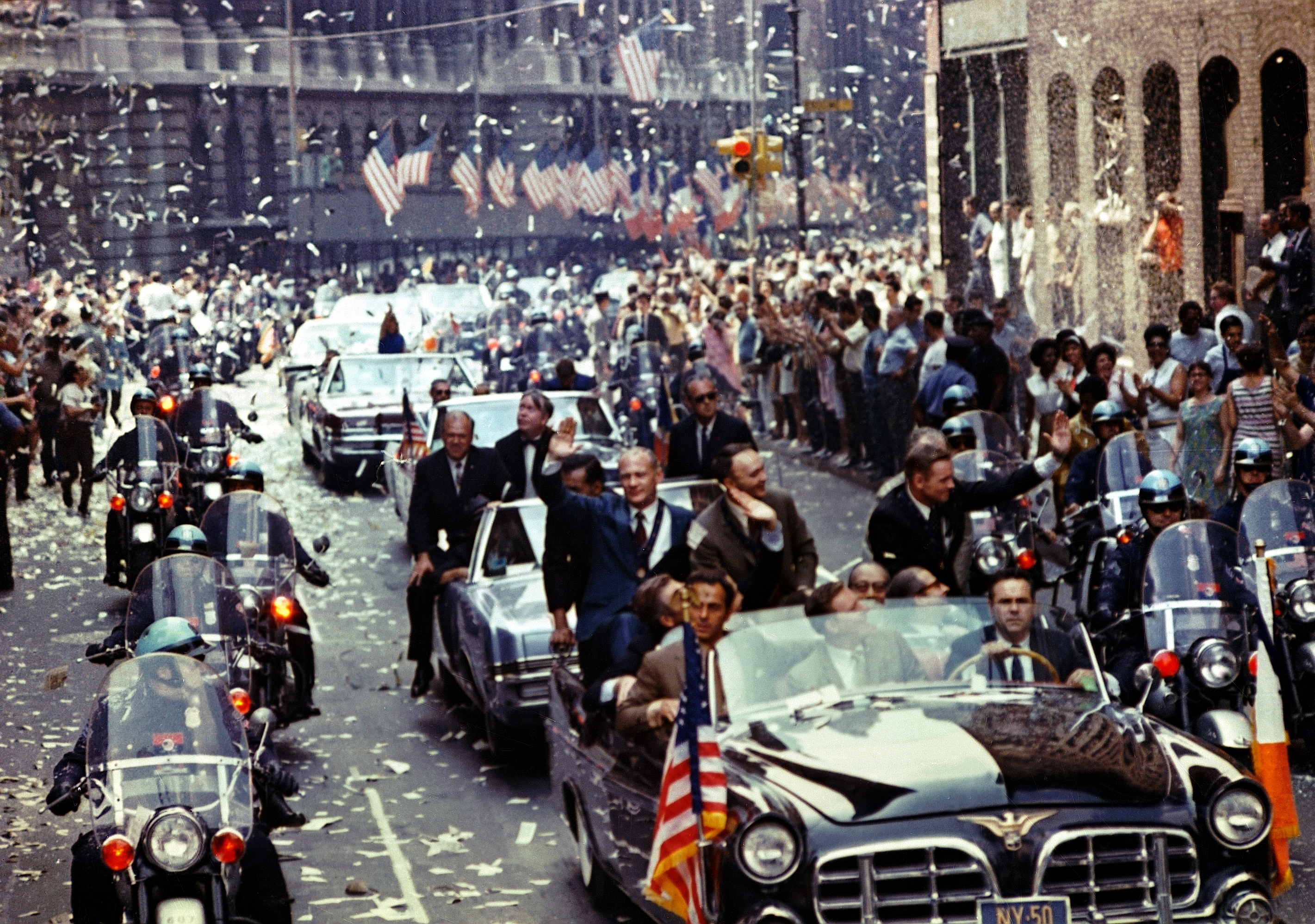
ニューヨーク市での祝賀パレードの様子

8月13日、ニューヨークとシカゴで、推計600万人の見物客を脇に見ながら、紙吹雪の舞う中、名誉ある盛大な祝賀パレードが挙行され、3人は歓迎と祝福を受けた。同日の晩にはロサンゼルスのセンチュリー・プラザ・ホテルで、合衆国議会議員、44州の知事、合衆国最高裁判所長官、83か国の大使らが出席して、今回の飛行を記念する公式晩餐会 (state dinner) が開かれた。その席上で、ニクソン大統領とアグニュー副大統領から各宇宙飛行士の栄誉を称えて大統領自由勲章が授与された。
1969年9月16日、3人の飛行士は合衆国議会上下両院合同会議の開会前にスピーチし、月面に持って行った2枚の星条旗のうちの片方を下院に、もう片方を上院に贈呈した。アポロ11号によって月に持ち込まれたアメリカ領サモアの旗は、アメリカ領サモアの首都パゴパゴにあるジーン・P・ヘイドン博物館に展示されている。
この祝賀行事は38日間に及ぶ世界周遊の旅の始まりであった。この旅行中に3人の宇宙飛行士は22か国を歴訪し、多くの国々の指導者たちを表敬訪問した。旅は9月29日から11月5日まで続いた。多くの国では、人類史上初の月面着陸の栄誉を称える雑誌の特集が組まれたり、アポロ11号の記念切手や記念硬貨が発行されたりした。

## 遺産

### 文化的意義
人間が月面を歩き、安全に地球に帰還したことで、その8年前に設定されたケネディの目標は達成された。アポロ11号が着陸したとき、ミッション管制センターではケネディの演説が画面に映し出され、"TASK ACCOMPLISHED, July 1969"（「1969年7月、任務達成」）の文字が表示された。アポロ11号の成功によってアメリカ合衆国がほかの国々よりも技術的に優位にあることが証明された。アポロ11号の成功をもって、アメリカは宇宙開発競争に勝利したのである。
それにともなって、英語には新しいフレーズが浸透した。アポロ11号にかけて "If they can send a man to the Moon, why can't they..." （「もしも彼らが人を月に送ることができるなら、なぜ彼らは...できないのか」転じて「人類に人を月に送り込む英知があるのなら、どんな問題だって解決できるさ」の意）という文句がよく使われる言い習わしとなった。アームストロングが月面で発した名言も、数え切れないほど多くのパロディを派生させた。
任務を達成したことが盛大に祝われた一方で、公民権を剥奪されたアメリカの人々はこれをアメリカの格差の象徴と見ていた。それはアポロ11号の打ち上げ前日にケネディ宇宙センターの外側で抗議する人たちがいたことに裏付けられた。ただし、だからといって彼らがそのことに畏敬の念を抱いていないわけではなかった。抗議の行進を主導したラルフ・アバナシーはアポロ11号のあまりに壮観な打ち上げに魅了され、抗議活動で何を言おうとしていたかを忘れてしまった。アポロ計画に費やす金があるなら、どうしてそれを地球上の人間の世話をするために使わないのかと思った市民らは、人種的および金銭的な不平等に不満を募らせた。ギル・スコット・ヘロンによる "Whitey on the Moon" （「白んぼは月に行く」の意）と題された詩は、宇宙開発競争で際立たせられたアメリカ合衆国における人種的不平等を物語っている。この詩の歌い出しは次のようなものであった。
A rat done bit my sister Nell.

(with Whitey on the moon)

Her face and arms began to swell.

(and Whitey’s on the moon)

I can’t pay no doctor bill.

(but Whitey’s on the moon)

Ten years from now I’ll be paying still.

(while Whitey’s on the moon)
鼠が姉/妹ネルに噛み付いた

（白んぼは月に行くというのに）

彼女の顔と両腕が腫れ始めた

（それでも白んぼは月に行く）

俺らは医療費なんて払えない

（だけど白んぼは月に行く）

十年後も支払ってるだろうさ

（白んぼが月に行く間に）
世界の人口の20パーセントの人々が、人類が初めて月面を歩く瞬間を見ていたと言われている。アポロ11号は世界中の関心を集めたが、後続のアポロ・ミッションは国民の関心をつかむことはなかった。このことは複雑さの変化で説明できそうである。人間を月に着陸させることは理解しやすい目標であったのに対し、月質学（月の地質学）は平均的な人にとってあまりにも抽象的すぎたのであった。また、ケネディの掲げた人類を月に着陸させる目標がすでに達成されてしまったこともその一因となった。目的が明確に定義されていたことはアポロ計画がその目標を達成する助けとなったが、目標が達成されたあととなっては、月飛行ミッションを継続する正当な理由を説明することが難しくなった。
ほとんどのアメリカ人が宇宙探査で国家的目標を達成したことに誇りを持っていたころ、1960年代後半に一度だけ実施されたギャラップ調査（世論調査）では、アメリカ人の大多数が宇宙開発を「あまりしない」よりも「もっとする」ことを支持していたことが示された。しかし、1973年になるころには、59パーセントの人々が宇宙探査にかける費用を削減すべきだと回答するまでになった。米国とソ連がデタントの時代に入ると、宇宙開発競争は終わりを迎え、冷戦の緊張も緩和されていった。このころはちょうどインフレーションが始まった時期でもあり、支出を削減するよう政府に圧力がかけられた。宇宙計画が経費節減から救われたのは、それが何か偉大なことを成し遂げた数少ない政府の事業のひとつだったためである。抜本的に削減すれば、行政管理予算局の副局長だったキャスパー・ワインバーガーに「我々にとっての絶好の時期が遅れている」とのメッセージを送ることになるかもしれないとして警戒された。
アポロ11号ミッションのあと、ソ連の当局者らは人間を月に着陸させるのは危険で不必要なことだったと発言した。当時ソ連は無人探査機を使って月の試料を回収しようとしていた。ただし、ソ連は公には月着陸競争の存在を否定しており、そのような試みがなかったことを示していた。ソ連の科学者ムスチスラフ・ケルディシュは1969年7月に「我々は大規模な衛星システムの開発にすべてを注力しているところだ」と語った。月に人間を送り込もうとしていたが、技術的困難のために実現しなかったとソ連が明らかにしたのは1989年のことだった。ソ連の一般の人々の反応は複雑なものであった。ソ連政府が（アポロ11号の）月面着陸に関する情報の公開を制限したことも人々の反応に影響を及ぼした。ソ連の民衆の一部はアポロの月面着陸に何ら関心を示さず、別の一部にはそのことに怒りを覚える者もいた。

### 宇宙船

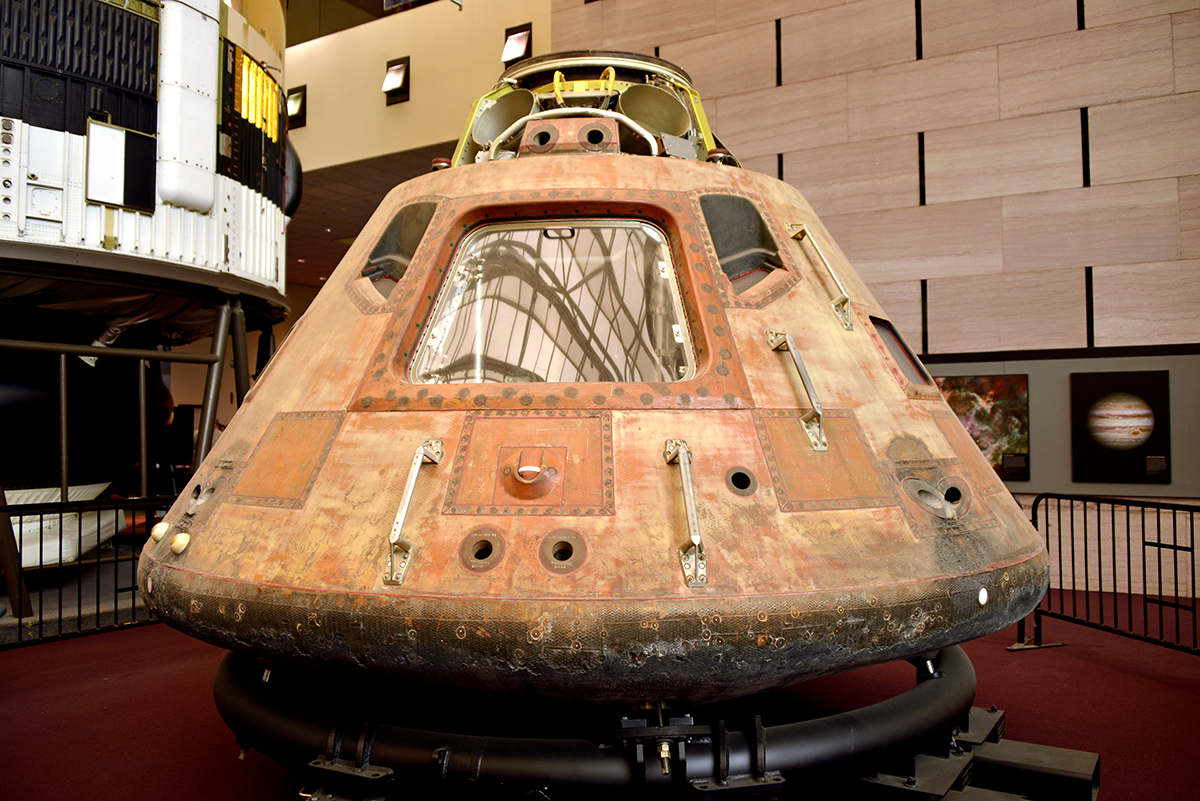
国立航空宇宙博物館の Milestones of Flight 展示ホールに展示されたコロンビア号

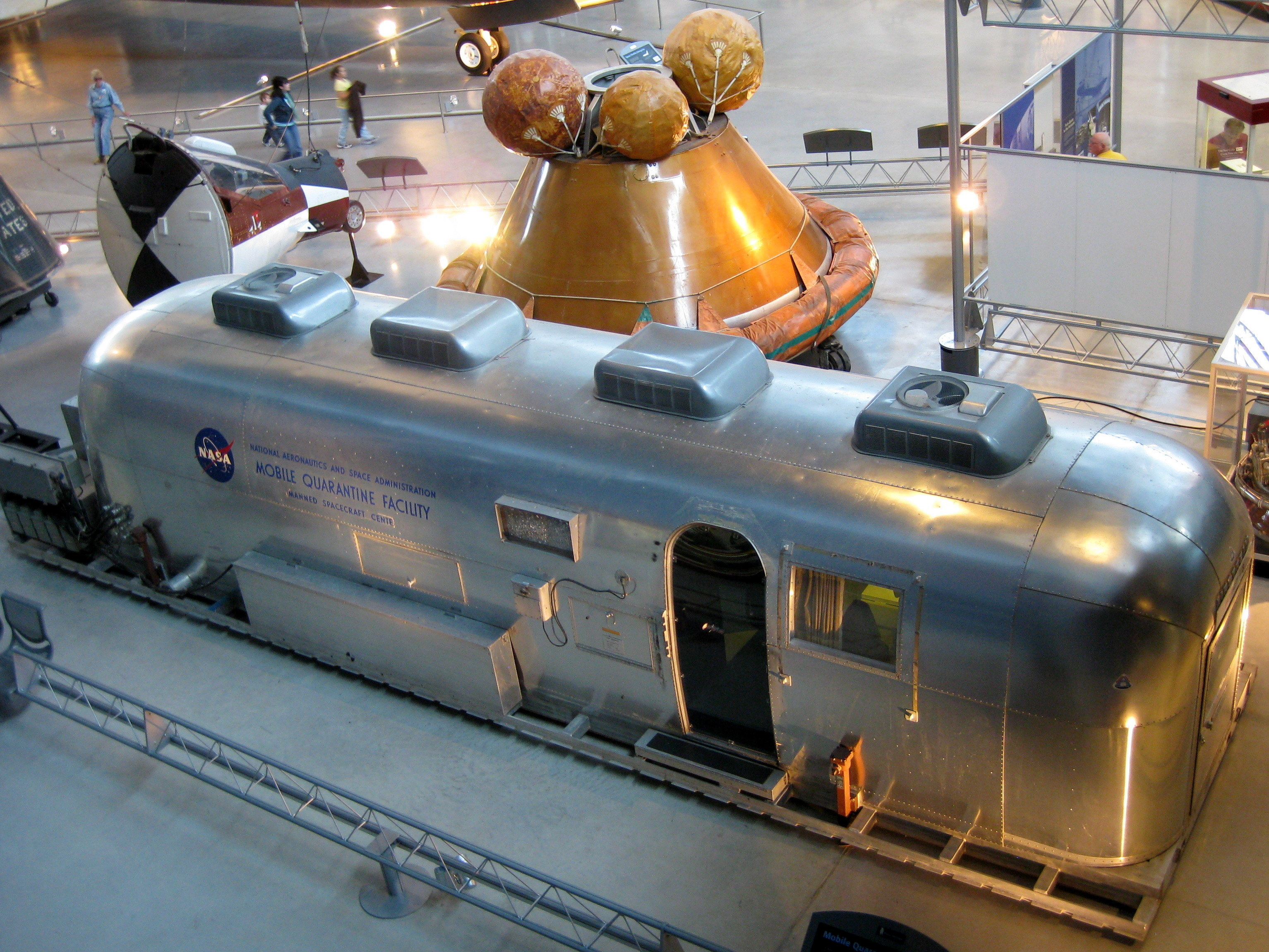
スティーブン・F・ウドバー＝ハジー・センターに展示されているアポロ11号の移動式隔離施設（2009年）

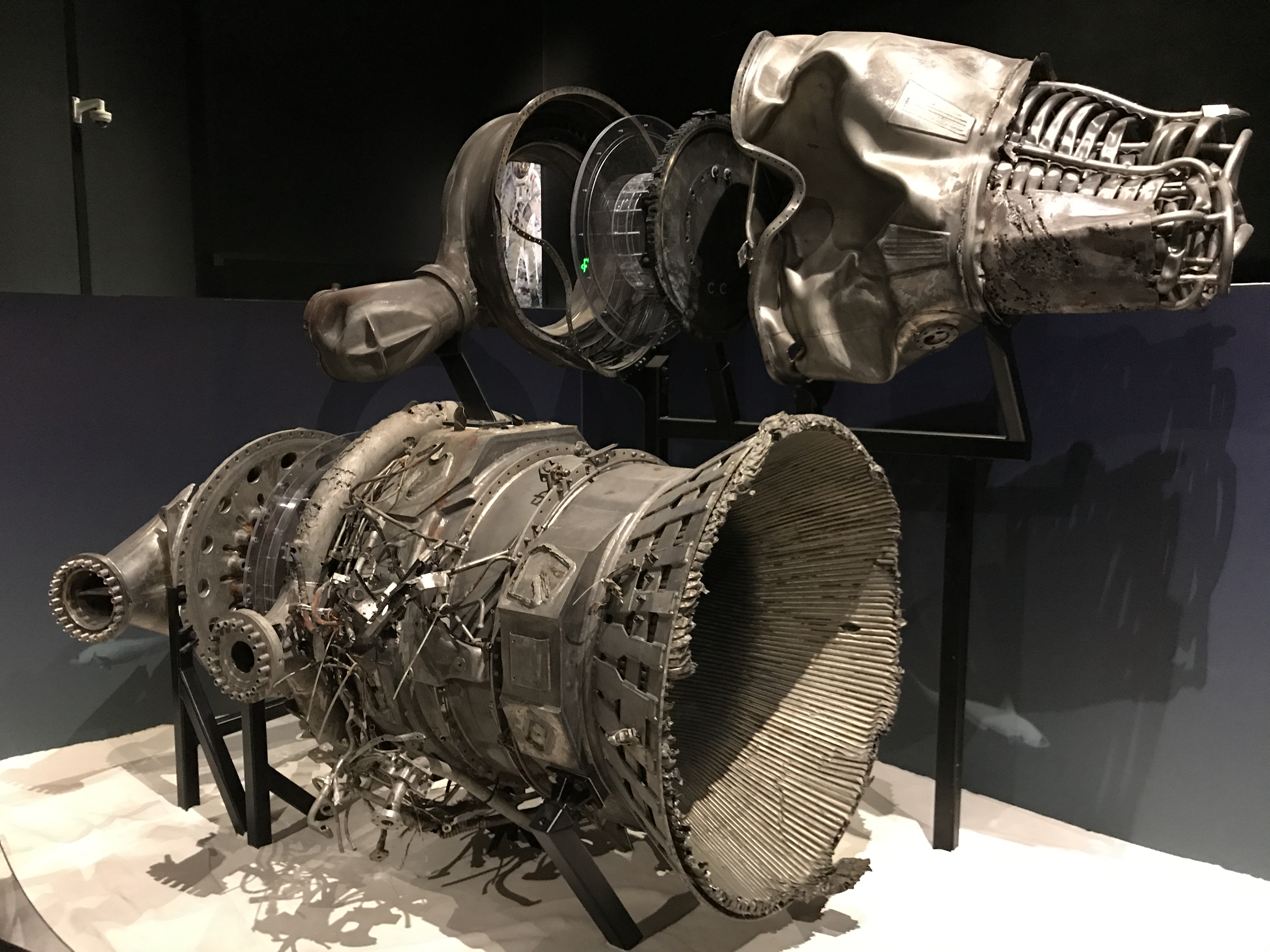
ミュージアム・オブ・フライトで展示されているF-1エンジン。

地球に帰還した司令船「コロンビア」はアメリカの49州の州都と首都コロンビア特別区およびアラスカ州アンカレッジで巡回展示された。その後、1971年にスミソニアン協会に移管され、ワシントンD.C.にある国立航空宇宙博物館（National Air and Space Museum、NASM）で展示された。「コロンビア」が展示された場所は同博物館のジェファーソン・ドライブ入口正面にある中央のMilestones of Flight展示ホールで、メインホールにはほかに、ライトフライヤー号、スピリットオブセントルイス号、ベルX-1、ノースアメリカンX-15、マーキュリー宇宙船・フレンドシップ7号など、アメリカの航空宇宙史を開拓してきた機体が展示されている。
2017年に「コロンビア」はバージニア州シャンティリーにあるスティーブン・F・ウドバー＝ハジー・センターのメアリー・ベイカー・エンゲン修復用格納庫（NASM Mary Baker Engen Restoration Hangar）に移され、アポロ11号の月面着陸50周年を記念して4都市で開催されるDestination Moon: The Apollo 11 Mission（目的地・月：アポロ11号の使命）と題した巡回展に向けて準備が進められた。この巡回展は、2017年10月14日から2018年3月18日までスペースセンター・ヒューストンにて、2018年4月14日から同年9月3日までセントルイス科学センターにて、2018年9月29日から2019年2月18日までピッツバーグのハインツ歴史センターにて、2019年3月16日から同年9月2日までシアトルの航空博物館にて、それぞれ開催される。
アームストロングとオルドリンの宇宙服は40年間、同博物館内のApollo to the Moonコーナーに展示されていた が、2018年12月3日をもって同展示コーナーは永久に閉鎖され、それに代わる新しい展示コーナーが2022年にオープンする予定である。アームストロングの宇宙服は2019年7月にアポロ11号が50周年を迎えるのに合わせて特別展示されることが企画されている。隔離施設、浮揚環管、転覆した船体の立て直しに用いられた浮力球は、バージニア州シャンティリーのワシントン・ダレス国際空港に近いスミソニアン協会のスティーブン・F・ウドバー＝ハジー・センターの別館にあり、月着陸船の試験機とともに展示されている。
月着陸船「イーグル」の下降段は月面に残されたままである。2009年、ルナー・リコネサンス・オービター（Lunar Reconnaissance Orbiter、LRO）が、歴代のアポロ宇宙船の着陸地点を、月着陸船の下降段、科学観測機器、宇宙飛行士の足跡などを見分けられるほど十分に高い解像度で、初めて画像化することに成功した。上昇段の遺物は、投棄されて月に衝突したあと、月の表面の不明な場所にあると推定されている。場所が不確かである理由は、「イーグル」上昇段は投棄されたあとに追跡されていなかったこと、そして月の重力場が十分に一様ではないために、少々時間を置いたあとでは宇宙船の軌道が予測不可能になってしまうことによる。
2012年3月、Amazonの創業者ジェフ・ベゾスから資金提供を受けた専門家チームによって、アポロ11号を宇宙へと打ち上げたサターンVのS-IC段からF-1エンジンの場所が突き止められ、実際に先進的な走査型超音波探知機を用いて大西洋の海底で5基のエンジンが発見された。そして、5基のうち2基の部品が引き揚げられた。2013年7月、そのうちの1基のエンジンの錆びついた表面の下にシリアルナンバーが記載されているのを管理人が発見し、NASAはそれがアポロ11号の打ち上げで使われたものであることを確認した。エンジンは修復された後、シアトルのミュージアム・オブ・フライトに寄贈され一般公開されている。
アポロ11号の月遷移投入に能力を発揮したサターンVの第三段S-IVBは、地球の公転軌道に近い、太陽周回軌道上に留まっている。

### 月の石
アポロの月の石のおもな保管場所は、テキサス州ヒューストンのジョンソン宇宙センター内の月試料実験室施設にある。安全に保管するために、ニューメキシコ州ラスクルーセス近郊のホワイトサンズ試験施設にも、より小規模なコレクションが収蔵されている。月の石のほとんどは湿気ないように窒素の中に保存されている。取り扱う際は直接手で触れないように、特殊な用具が使われる。世界中の100以上の研究実験室がこの試料に関する研究を実施しており、毎年およそ500点の試料が用意され、研究者に発送されている。
1969年11月にニクソンは、135か国とアメリカ合衆国の50州および属領、ならびに国際連合に贈呈するアポロ11号月試料展示品を約250点作るよう、NASAに依頼した。各展示品にはアポロ11号が持ち帰った月の塵が含まれていた。米粒程度の大きさの粒子は月の土の4つの小片で、重さは約50ミリグラムあり、アメリカ合衆国の50セント硬貨と同じくらいの大きさの透明なアクリル製のバッジに覆われていた。このアクリル製のバッジによって月の塵の粒子は拡大されて見えるようになっている。アポロ11号の月試料展示品は1970年にニクソンより親善の品として贈呈された。
受動的地震実験（Passive Seismic Experiment、PSE）の実験装置は、1969年8月25日に地上局からの指令アップリンクが使えなくなるまで運用された。ダウンリンクは1969年12月14日に途絶えた。2018年時点で、月レーザー測距実験（Lunar Laser Ranging experiment）は運用が続けられている。

### 40周年記念行事

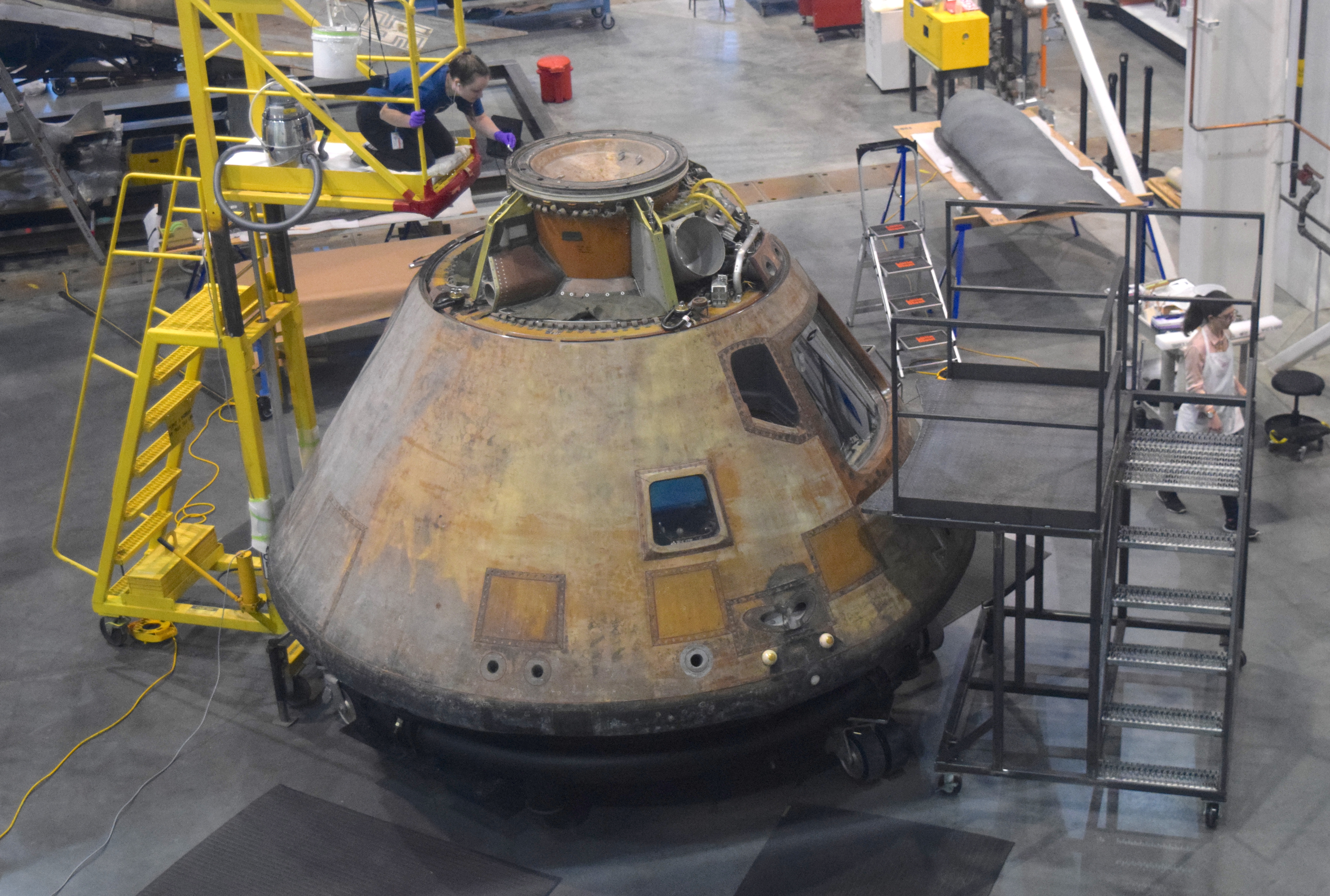
メアリー・ベイカー・エンゲン修復用格納庫で修理中の「コロンビア」

2009年7月15日にLife.comは、同誌の写真家だったラルフ・モースがアポロ11号の打ち上げに先立って撮影した宇宙飛行士の未公表写真をウェブ上の写真ギャラリーで公開した。2009年7月16日から24日まで、NASAはアポロ11号ミッションで流れた本物の音声を40年前の月飛行の実時間に合わせてストリーミング配信した。さらに、当時のビデオフィルムの復元作業が進められており、重要な場面を集めた予告編が公開されている。2010年7月、アポロ11号が月へ降下して着陸するまでの間に宇宙から地球に伝送されたミッション管制センターの音声録音とフィルム映像が再同調され、初めて公開された。ジョン・F・ケネディ大統領図書館・博物館は、アポロ11号が打ち上げられてから月に着陸するまでの交信記録を再放送するAdobe Flashウェブサイトを立ち上げた。
2009年7月20日、アポロ11号の搭乗員だったアームストロング、オルドリン、コリンズの3名は、ホワイトハウスでバラク・オバマ大統領と面会した。オバマは「私たちが話しているように、向こうで空を見上げる別世代の子どもたちが、次なるアームストロング、コリンズ、オルドリンになろうとすることを期待しています」と述べ、「彼らが（月への）旅路につきたいとき、彼らのためにNASAがそこを目指していることを確実にしておきたい」と加えた。2009年8月7日、合衆国議会の法令により、アメリカで文民に贈られる最高位の賞である議会黄金勲章がこの3名の宇宙飛行士に授与された。この法案は、フロリダ州選出の上院議員ビル・ネルソンと、同じくフロリダ州選出の下院議員アラン・グレイソンに支持されたものだった。
イギリスの科学者グループは、40周年記念行事の一環として行われたインタビューで、月面着陸の意義に反応して次のように答えた。
（月面着陸は）危険を冒しながらも、技術的に素晴らしい方法で実行されました……今日のリスク回避的世界にあっては、あれは想像もつかないことだったように思います……アポロ計画は今までに人類が達成した中でもっとも偉大な技術的業績だと言ってよいでしょう……アポロ以後、アームストロング、オルドリンと彼らの後に続いたほかの10名の宇宙飛行士たちが生み出したような興奮に近いものがありません。

### 50周年記念行事
2015年6月10日、アメリカ合衆国のビル・ポージー議員（共和党・フロリダ州選出）は、合衆国議会下院の第114会期にて、合衆国造幣局に対し、アポロ11号ミッションの50周年を記念して、金、銀および被覆金属を使用した記念硬貨をデザインして発行するよう指示する決議案（H.R. 2726）を提出した。2019年1月24日、合衆国造幣局は公式ウェブサイト上で記念硬貨を一般に公開した。

### その他
ハリウッド・ウォーク・オブ・フェームにはアポロ11号の宇宙飛行士のための丸い星が、ハリウッド・バイン（交差点）の四方にある。これはアポロ宇宙船の月面着陸が「テレビ放送業界に貢献」したという意味からである。

## 陰謀論
アポロ11号の月面着陸は人類史にとって輝かしい成果を残したが、その一方で、これがねつ造であったとする主張がある。この陰謀論を信じる者は世界中に数多く存在しており、ねつ造であったと実証を試みるウェブサイトも数多くある。彼らが唱える主張は以下の通りである。
- アポロ11号の月面着陸は嘘であり、その様子とされる映像や写真は、ハリウッドのスタジオで撮影された。
- NASAにはアポロのような途方もない計画を成功させる技術的ノウハウはなかった。
- 宇宙飛行士だったら宇宙線で焼かれて死んでいるはずなので、月面に着陸していたとしてもそれは人間ではなかった。
- 月面着陸には宇宙人が関与しており、宇宙飛行士らが発見した月の文明と共に隠ぺいされた。
- 月面での活動の様子とされる写真やビデオ映像におかしな点がいくつもある。

これらの主張は、科学者によって反証されており、誤りであることが明らかになっている。